# Японський сад каменів

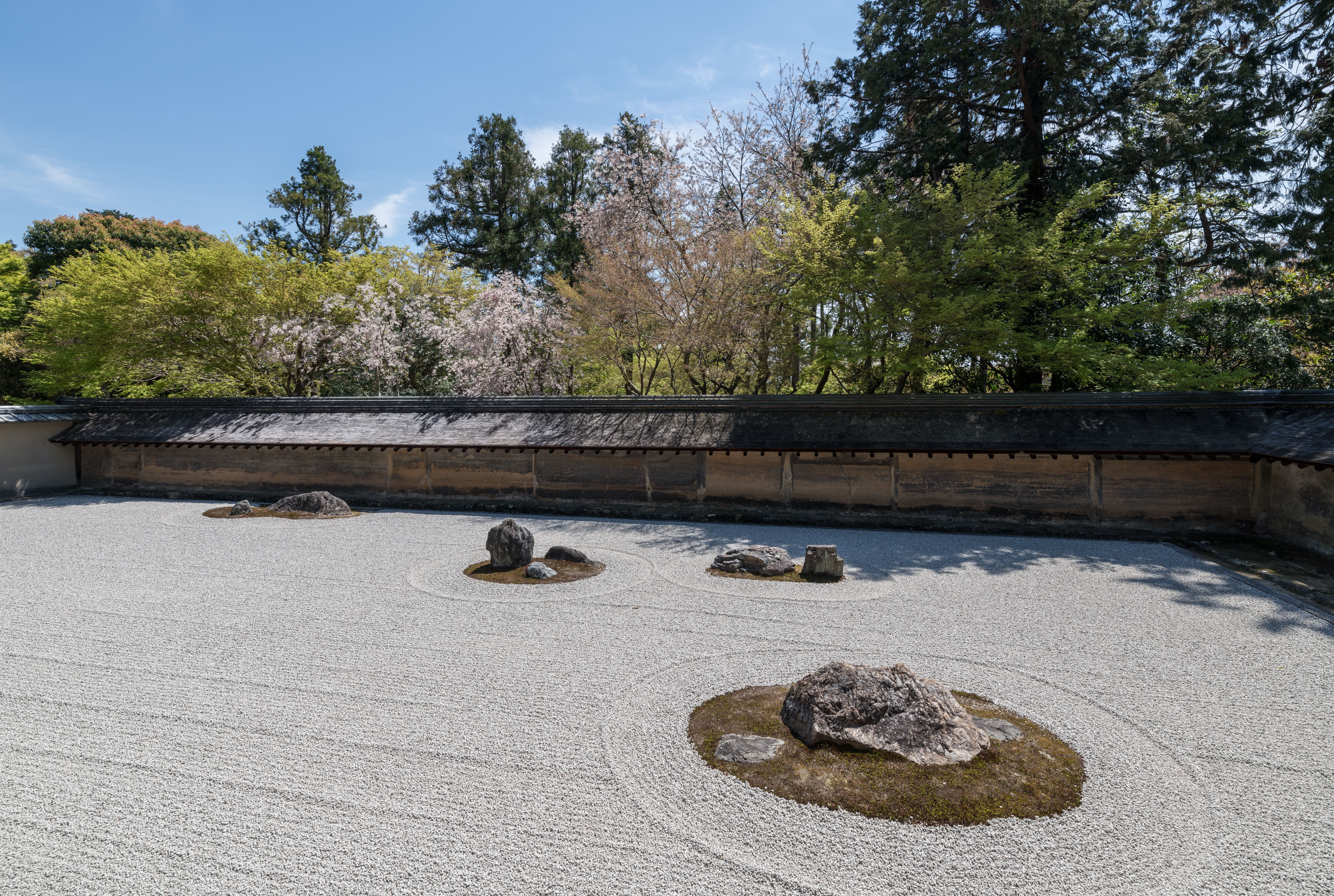
Сад монастиря Рьоан (кінець 15 століття) в Кіото, Японія, відомий приклад саду дзен

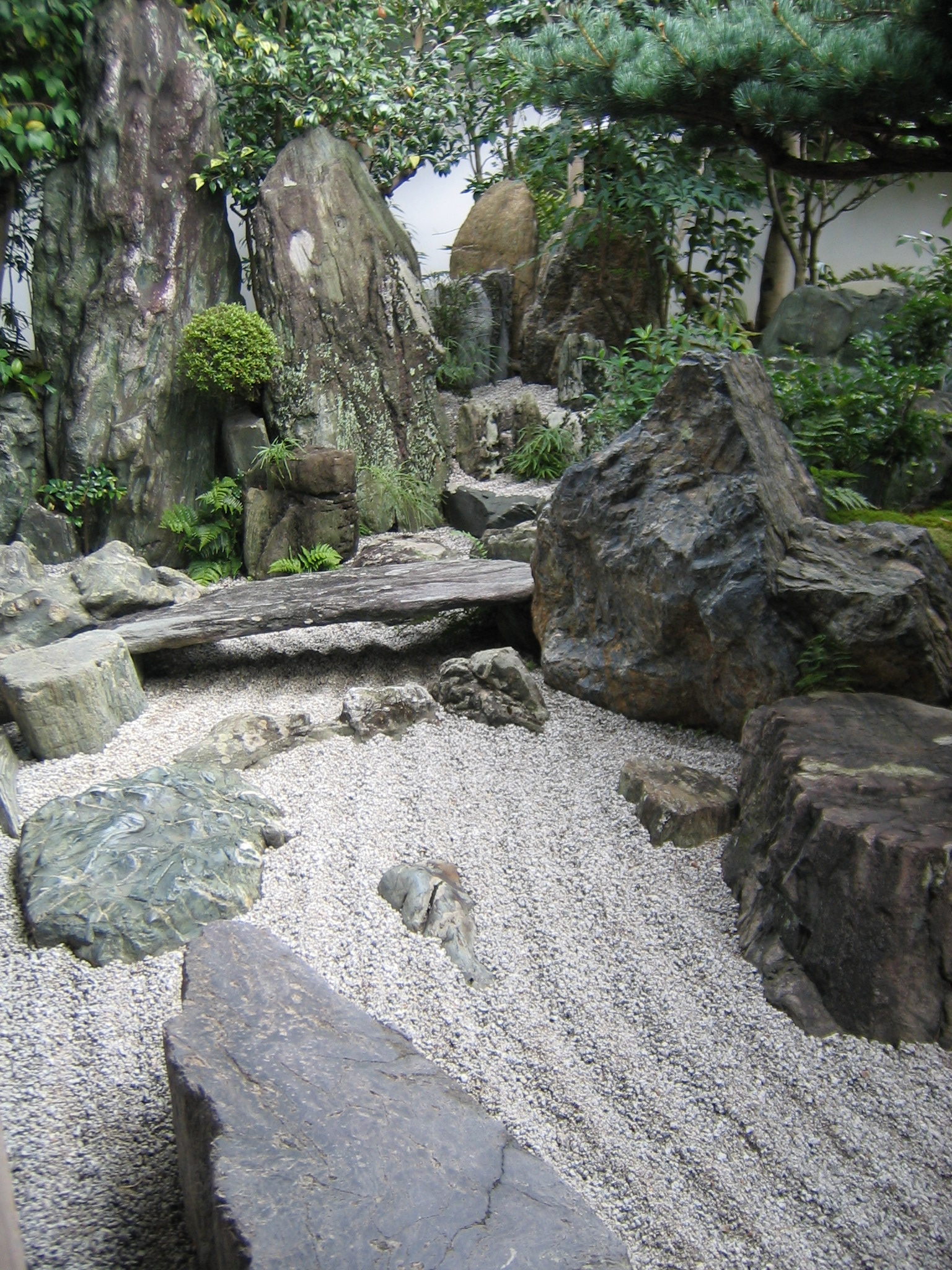
Гори, водоспад і гравійна «річка» у Дайсен-ін (1509—1513)

Японський сад каменів (яп. 枯山水, karesansui) або сад «сухого пейзажу», який часто називають сад дзен, створює мініатюрний стилізований пейзаж шляхом ретельно підібраних композицій з каменів, водойм, мохів, формованих дерев і кущів, і використовує гравій або пісок, який загромадили для представлення брижів по воді. Сад дзен переважно відносно невеликий, оточений стіною, і, як правило, призначений для споглядання в сидячому положенні з одного тільки місця за межами саду, наприклад, ґанок ходзьо, резиденції головного ченця храму чи монастиря. Класичні сади дзен були створені в храмах дзен-буддизму в Кіото в період Муроматі. Вони були покликані імітувати інтимну сутність природи, а не її зовнішній вигляд, а також служити допомогою в медитації про справжній сенс життя.

## Історія

### Ранні японські сади каменів
Сади каменів існували в Японії принаймні з періоду Хейан (784—1185 рр.). Ці перші сади були описані в першому керівництві по створенню та догляду за японськими садами «Sakuteiki» (Записи садівництва), написаному наприкінці 11-го століття Тачібана-но-Тошітцуна (1028—1094 рр.). Вони були багато в чому скопійовані з китайських садів династії Сун (960—1279 рр.), де групи каменів символізували гору Пенглай, легендарну гору-острів, що була домівкою Восьми Безсмертних у китайській міфології, а в Японії мала назву Горай. «Sakuteiki» описувало, як саме камені повинні розташовуватися. В одному уривку написано: «У місці, де немає ні озера ні струмка, можна облаштувати те, що називається каре-сансуй, або сухий пейзаж». Цей вид саду мав або камені, встановлені вертикально як гори, або викладені в мініатюрні пейзажі з пагорбів і ярів, з декількома рослинами. Книга описує і кілька інших стилів альпінаріїв, які переважно включали струмок або ставок, в тому числі стиль великої річки, стиль гірської річки і стиль болота. Стиль океану включав камені, які здавалися еродованими хвилями, оточені берегом з білого піску, як на пляжі.
Білий пісок і гравій здавна є особливістю японських садів. В релігії Синто вони символізували чистоту і використовувались навколо святилищ, храмів і палаців. У садах дзен вони символізують воду, або, як пусті місця в японському живописі, порожнечу і відстань. Це місця для медитації.

### Дзен-буддизм і період Муроматі (1336—1573)
Період Муроматі в Японії, який тривав приблизно в той же час, що і Відродження в Європі, характеризувався політичним суперництвом, які часто призводили до війн, але і незвичайним розквітом японської культури. Він побачив початок театру Но, японській чайній церемонії, стилю Шо-ін японської архітектури і саду дзен.
Дзен-Буддизм був привнесений Японію в кінці 12 століття, і швидко отримав багато послідовників, особливо серед класу самураїв і полководців, які захоплювалися його вченням про самодисципліну. Сади дзен ранніх храмів у Японії нагадували китайські сади того часу, з озерами й островами. Але в Кіото в 14 і 15 століття, в важливих дзен-храмах з'явився новий сад. Ці сади дзен були розроблені, щоб стимулювати медитацію. «Природа, якщо ви зробили її виразною, обмеживши її до абстрактних форм, може передати найглибші думки просто своєю присутністю», писав Мішель Барідон. «Композиції з каменю, вже поширені в Китаї, в Японії стали справжніми скам'янілими пейзажами, які, здавалось, застигли у часі, як в певні моменти постановок театру Но, який датується тим же періодом.»
Першим садом, в якому розпочався перехід на новий стиль, на думку багатьох експертів, був сад Сайхо-дзі, «храм духів Заходу», в народі відомий як Коке-дера (Сад мохів), в західній частині Кіото. Буддійський чернець і майстер дзен Мусо Сосекі перетворив буддійський храм в монастир дзен 1334 року, і збудував сади. Нижній сад монастиря Сайхо виконаний в традиційному стилі періоду Хейан; ставок з кількома кам'яними композиціями, що представляють острова. Верхній сад — сухий сад каменів, який має три кам'яні «острови». Перший називається Камешіма, острів черепах, і нагадує черепаху, яка плаває в «озері» з моху. Другий, Дзадзен-секі, — плаский «медитаційний камінь», який, як вважають, випромінює спокій і тишу; і третій — каре-таки, сухий «водоспад», що складається з сходів з плоских гранітних каменів. Мох, який тепер оточує камені і представляє воду, не був частиною оригінального планування саду; він виріс кілька століть пізніше, коли сад був залишений без нагляду, але тепер є найвідомішою рисою саду.
Мусо Сосекі побудував ще один храмовий сад в Тенрю-дзі, «храмі Небесного Дракона». Цей сад мав сильний вплив китайського пейзажного живопису династії Сун, особливістю якого є гори, що підносяться в тумані, і натяк на велику глибину і висоту. Сад в Тенрю-дзі відрізняється справжнім ставком з водою і сухим водоспадом з каміння, що виглядає як китайський пейзаж. Сайхо-дзі і Тенрю-дзі демонструють перехід від саду стилю Хейан до більш абстрактного і стилізованого погляду на природу.
Сади Ґінкаку-дзі, також відомого як Срібний павільйон, теж відносять до Мусо Сосекі. Цей храмовий сад включав традиційний садовий ставок, але мав нову для японського саду рису — ділянку загромадженого білого гравію з гіркою білого гравію ідеальної форми, що нагадує гори Фудзі, в центрі. Пейзаж мав назву ginshanada, буквально «срібний пісок і відкрите море». Ця риса саду стала відома як kogetsudai, або «невеликі гори, звернені до Місяця», і схожі невеликі «гори Фудзі» створені з піску або землі, покритої травою, з'являлися в японських садах протягом століть після цього.
Найбільш відомим з усіх садів дзен в Кіото є сад Рьоан-дзі, побудований в кінці 15 століття, де вперше сад дзен став чисто абстрактним. Сад являє собою прямокутник площею 340 квадратних метрів, на якому розташовані п'ятнадцять каменів різної величини, поділені на п'ять груп: одна група з п'яти каменів, дві групи по три і дві групи з двох каменів. Камені оточені білим гравієм, який ретельно загромаджується кожен день ченцями. Єдина рослинність в саду — трохи моху навколо каменів. Сад призначений для перегляду з положення сидячи на веранді ходзьо, резиденції настоятеля монастиря.
Сад в Дайсен-ін (1509—1513) має більш літературний підхід, ніж сад монастиря Рьоан. Тут «річка» з білого гравію є метафоричною подорожжю по життю; починаючись з сухого водоспаду у горах, проходячи через пороги і скелі, і закінчуючись в тихому морі білого гравію, з двома гравійними горами.
Винахід саду дзен був тісно пов'язаний з розвитком японського чорнильного пейзажного живопису. Японські художники, такі як Сессю (1420—1506) і Соамі (помер 1525), значно спростили їх погляд на природу, показуючи тільки найбільш важливі аспекти природи, залишаючи великі ділянки білого навколо чорно-сірих малюнків. За оповідями, Соамі особисто брав участь у розробці двох найвідоміших садів дзен в Кіото — Рьоан-дзі і Дайсен-ін, хоча його участь ніколи не була документована з упевненістю.
Мішель Барідон писав, «найзнаменитіші сади дзен періоду Муроматі показали, що Японія підняла мистецтво садів до вищого ступеня інтелектуальної вишуканості, що було можливо досягти».

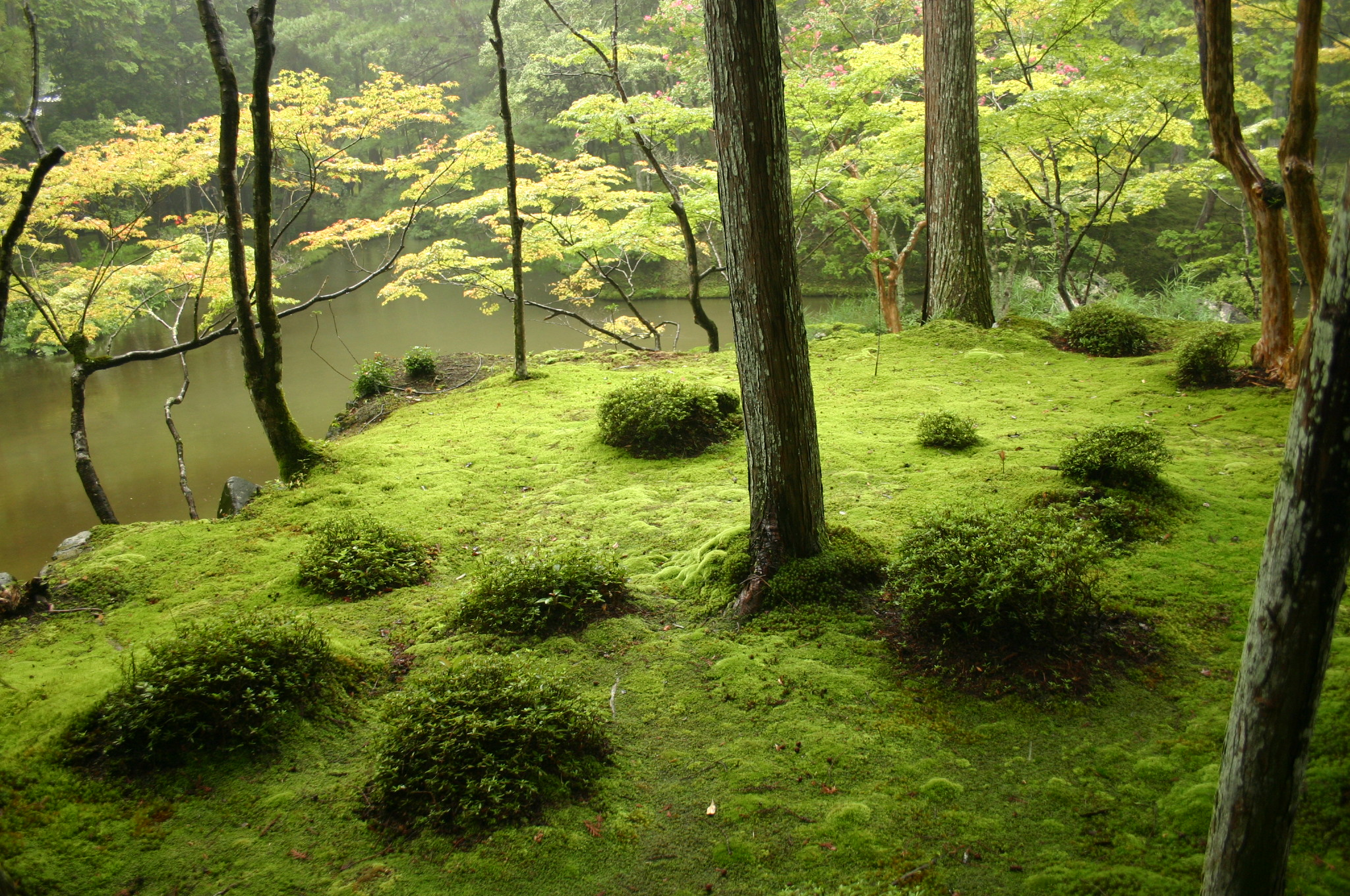
Сайхо-дзі, або Сад Мохів, ранній сад дзен (середина 14 ст.). Мохи з'явилися значно пізніше створення саду, коли він був покинутий.
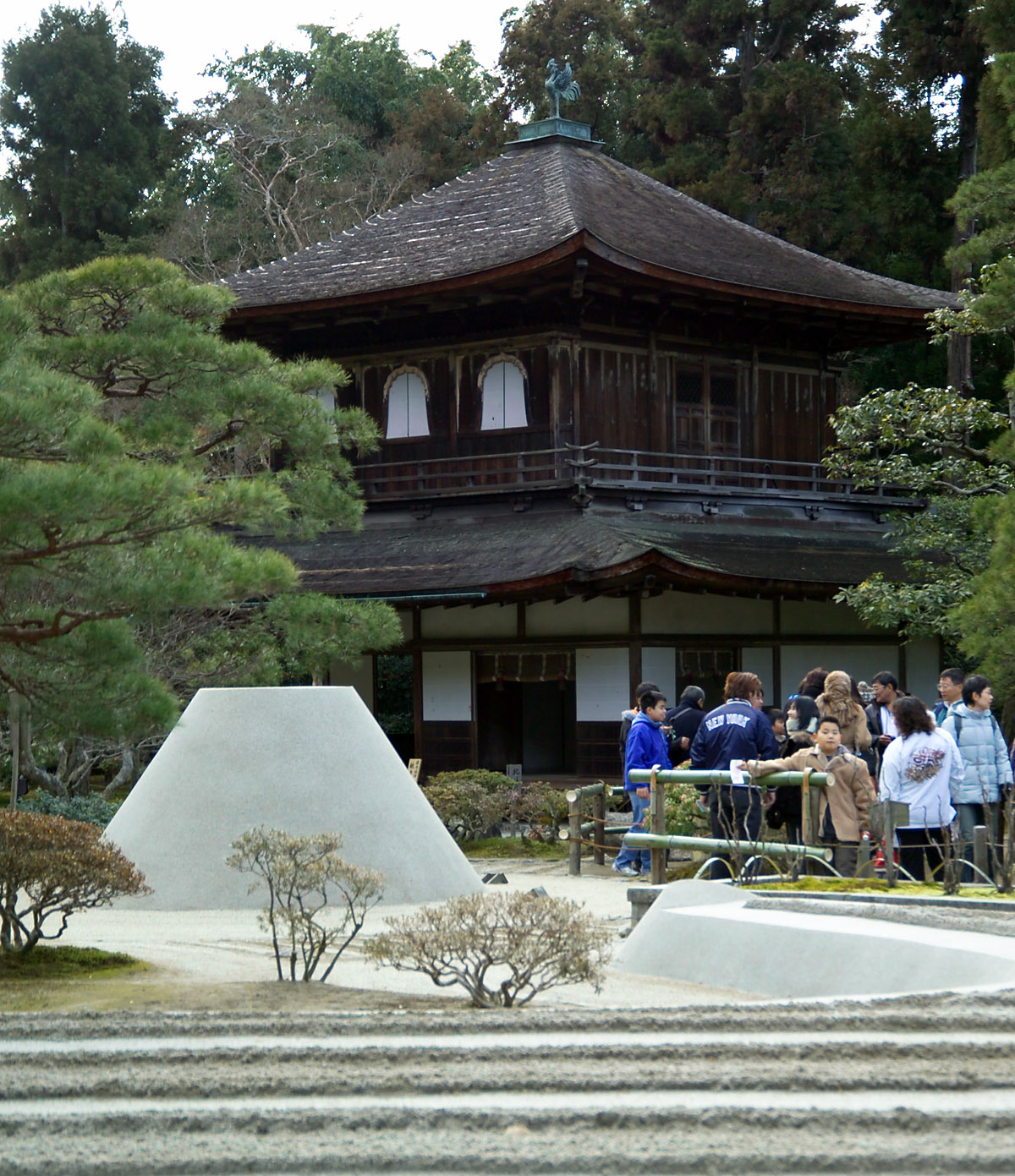
Сад Ґінкаку-дзі має репліку гори Фудзі, створену з гравію, у гравійному морі. Ця репліка слугувала моделлю для схожих мініатюрних гір у японських садах протягом сторіч.
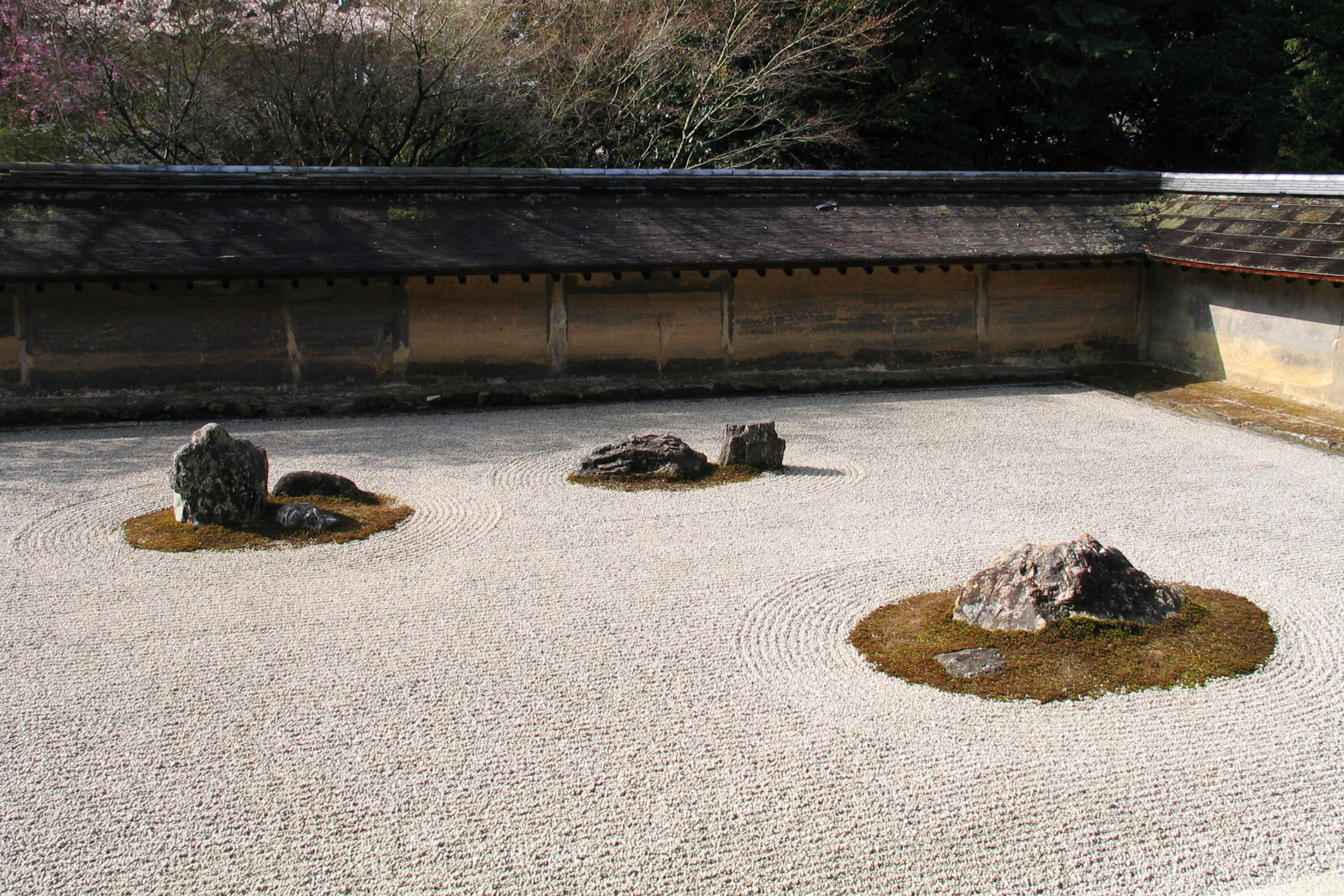
Частина саду Рьоан-дзі (кінець 15-го ст.), найбільш абстрактного з усіх японських садів каміння
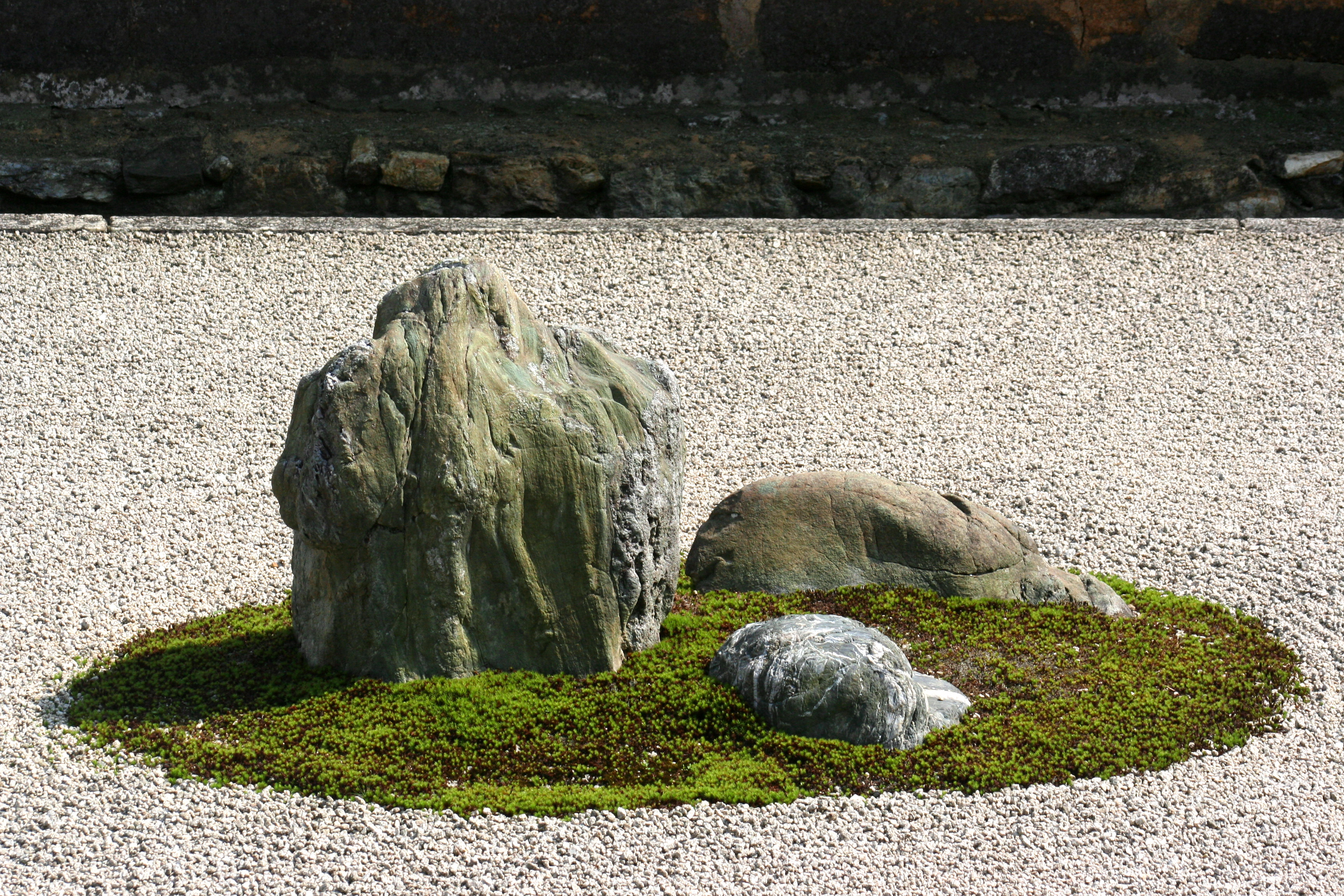
Класична композиція з трьох каменів у Рьоан-дзі
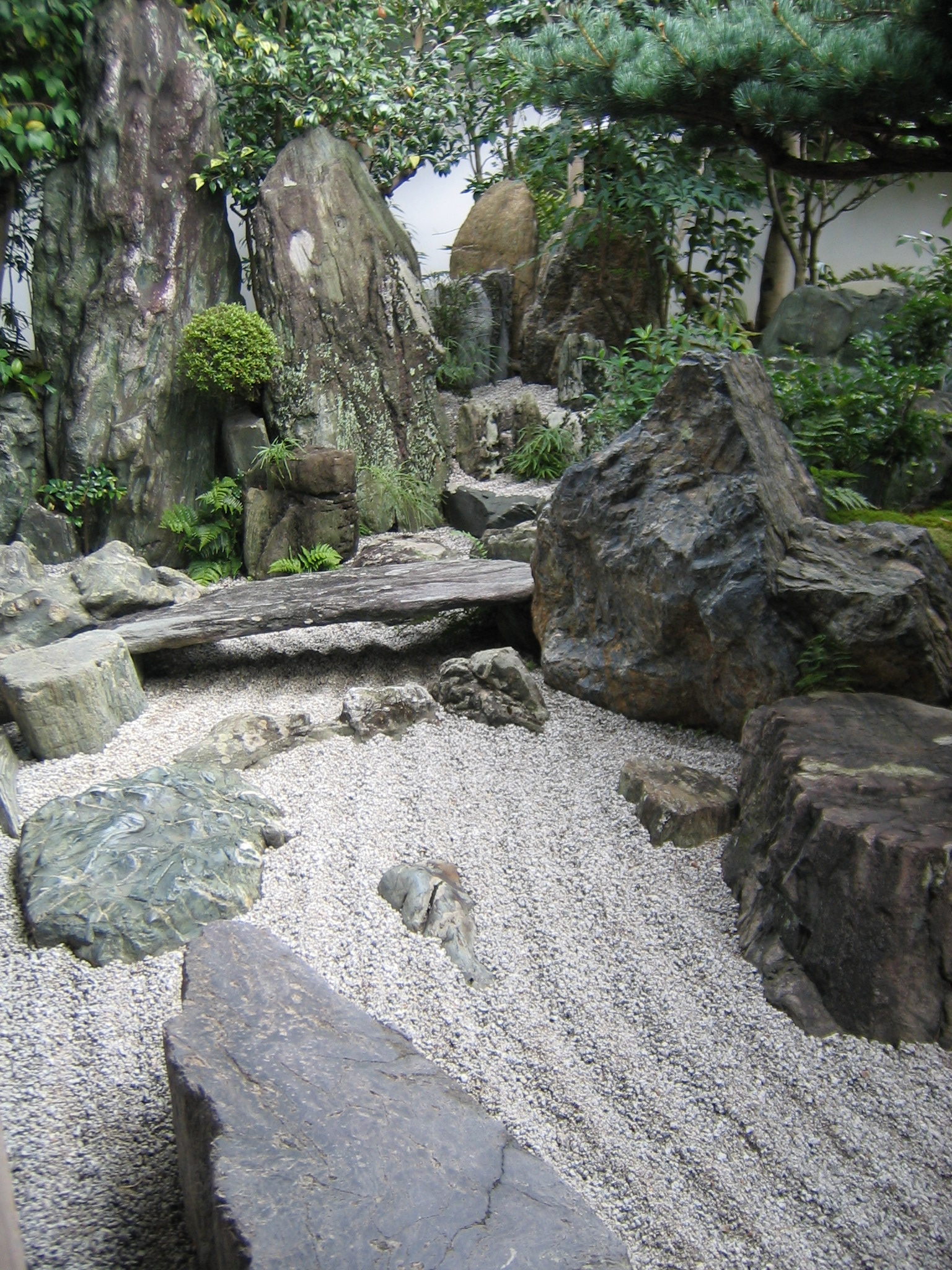
У саду Дайсен-ін гравійна річка проводить відвідувачів метафоричною подорожжю по життю
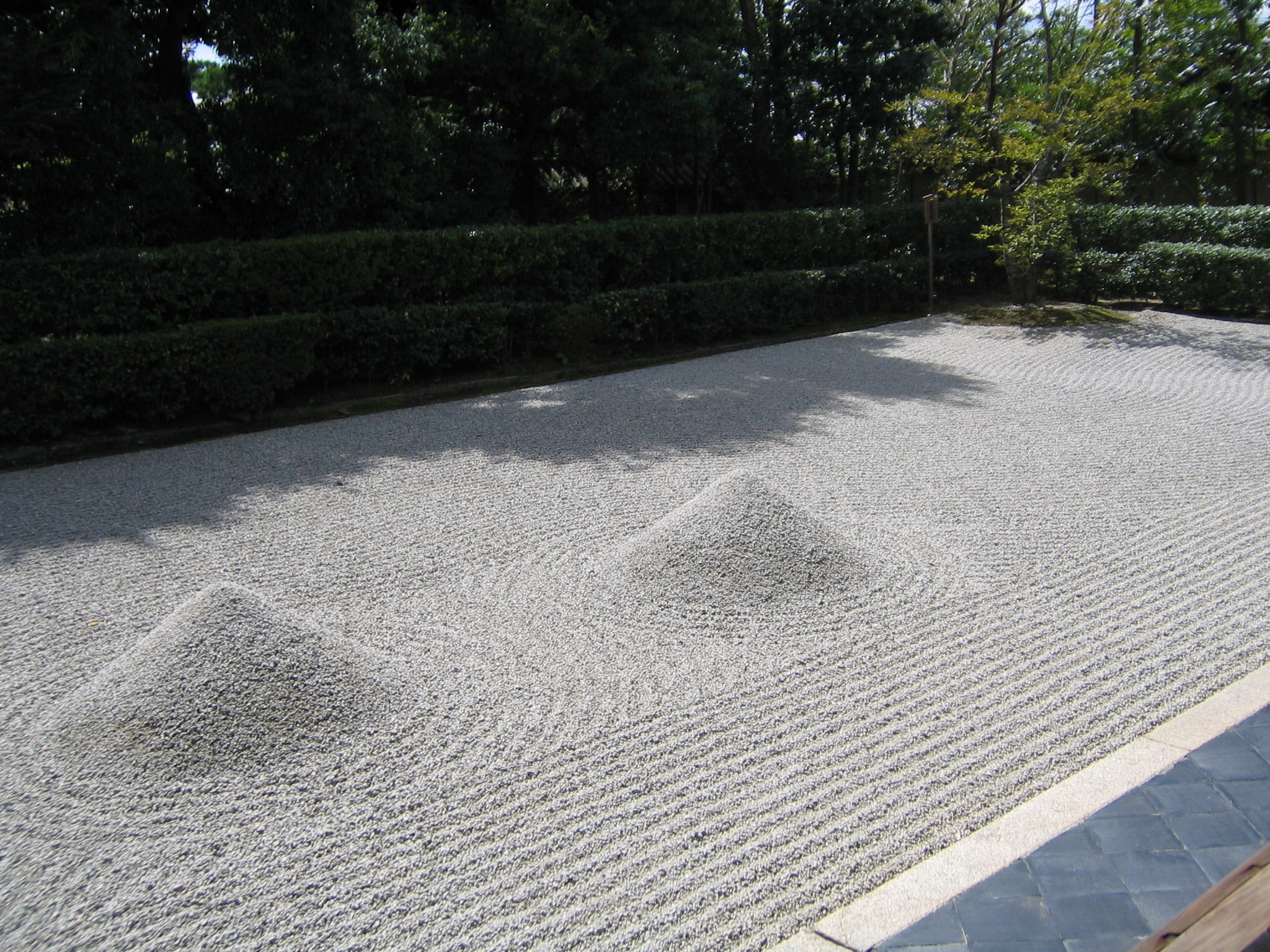
Білий гравійний "океан" саду Дайсен-ін, в який "впадає" гравійна річка.
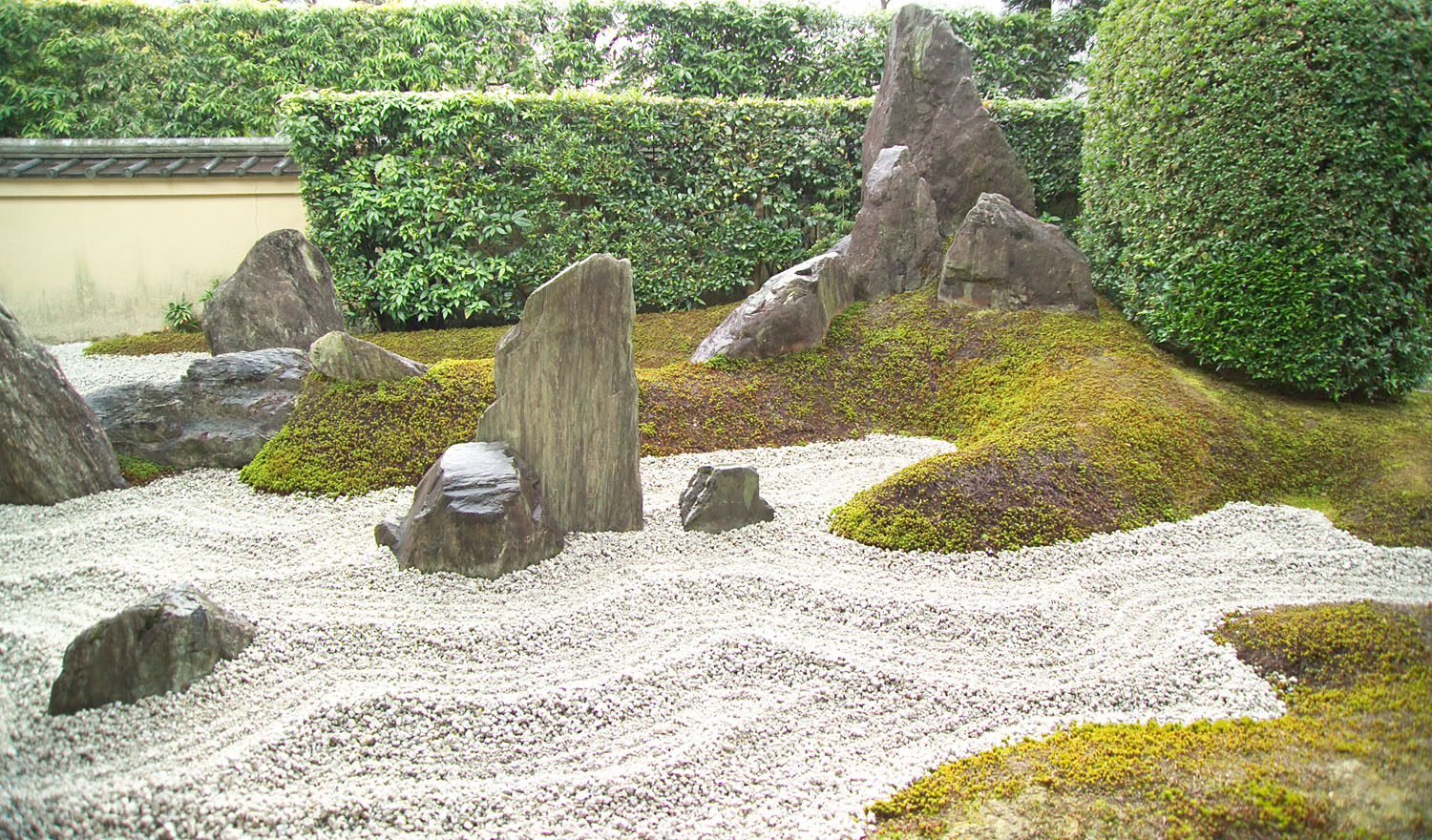
Сад Блаженної Гори у Цуйхо-ін, підхраму Дайтоку-дзі.
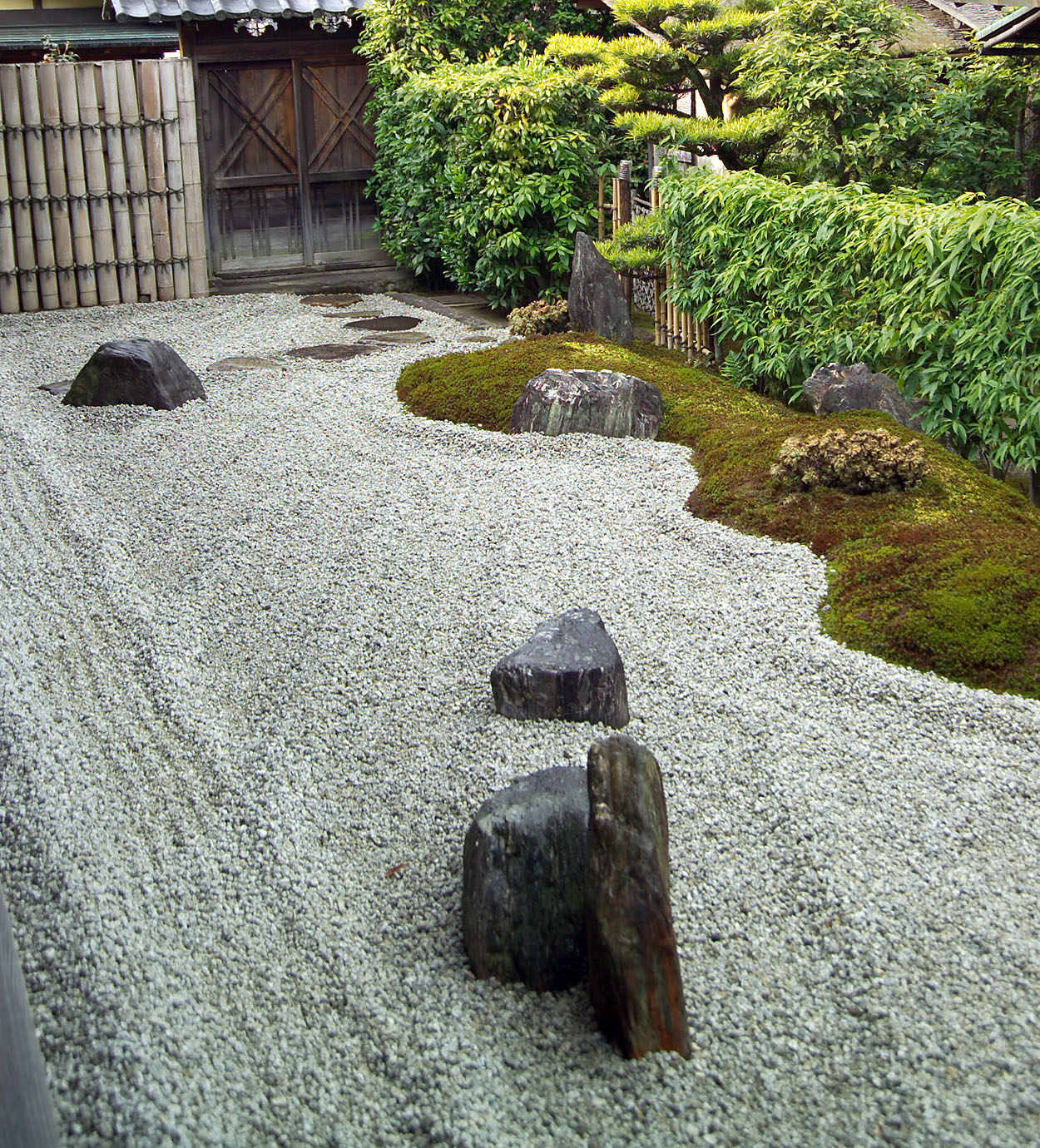
Вважається, що у саду Цуйхо-ін деякі камені формують хрест. Сад був створений дайміо Отомо Сорін, який був навернутий у християнство.
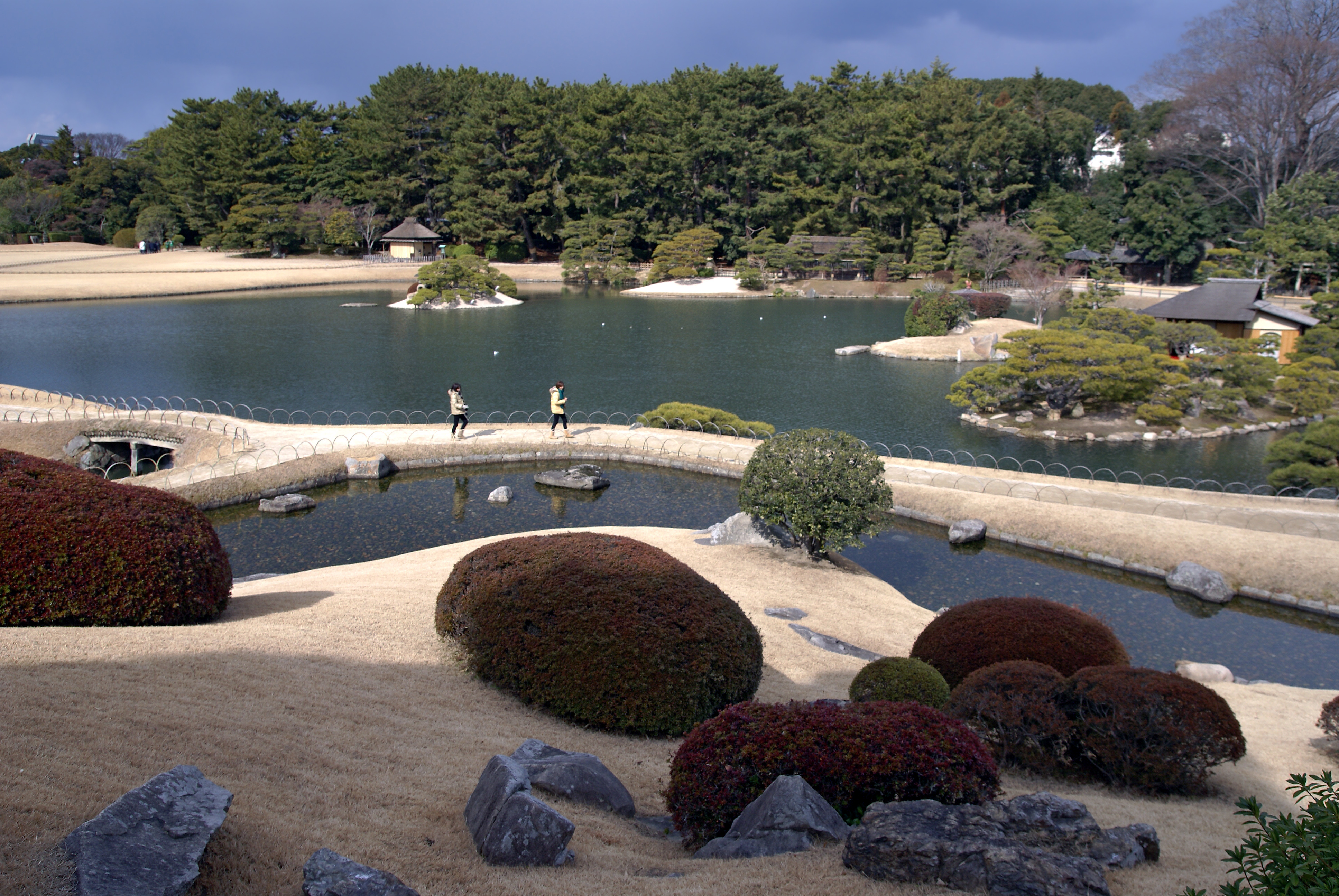
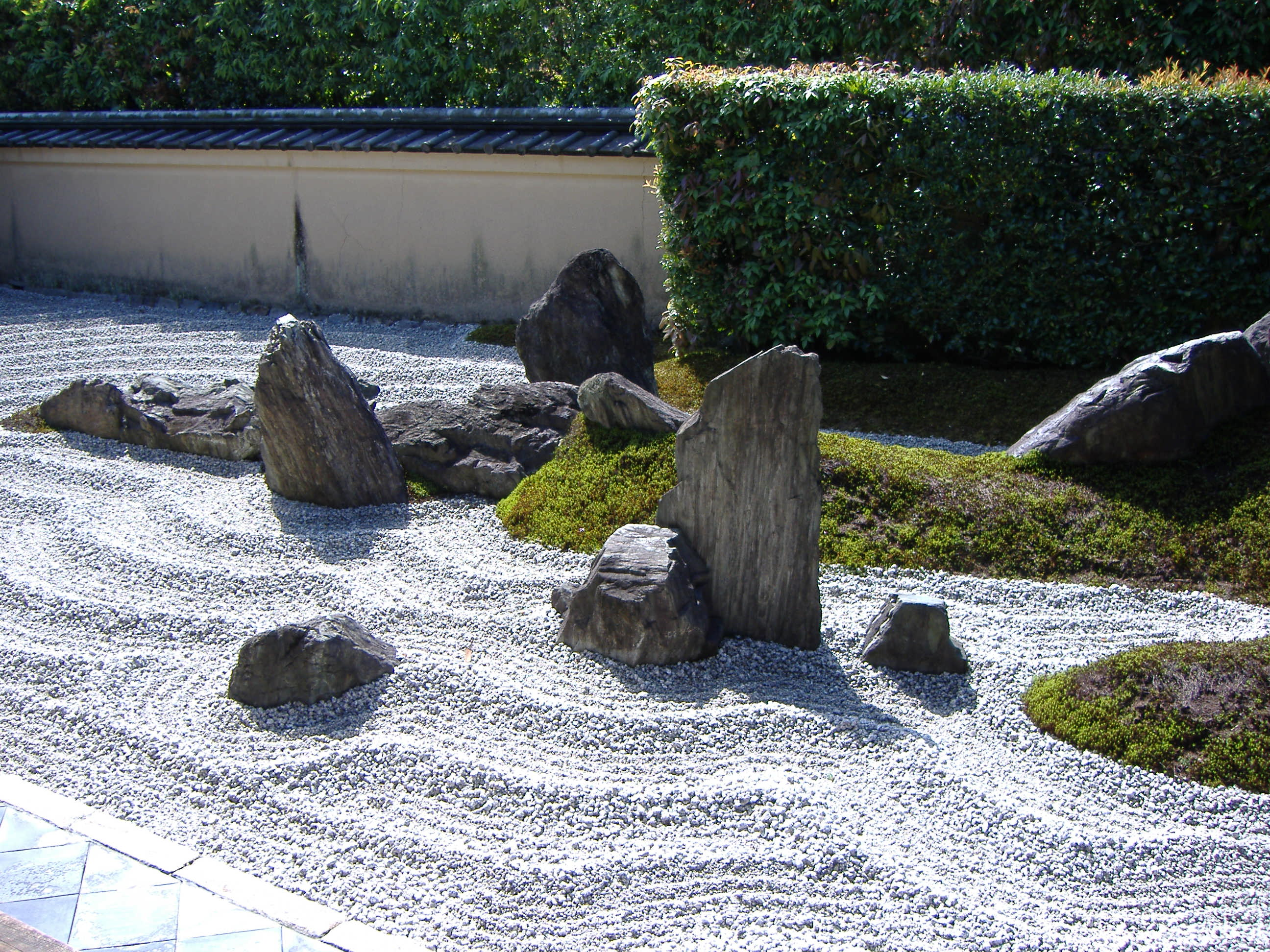
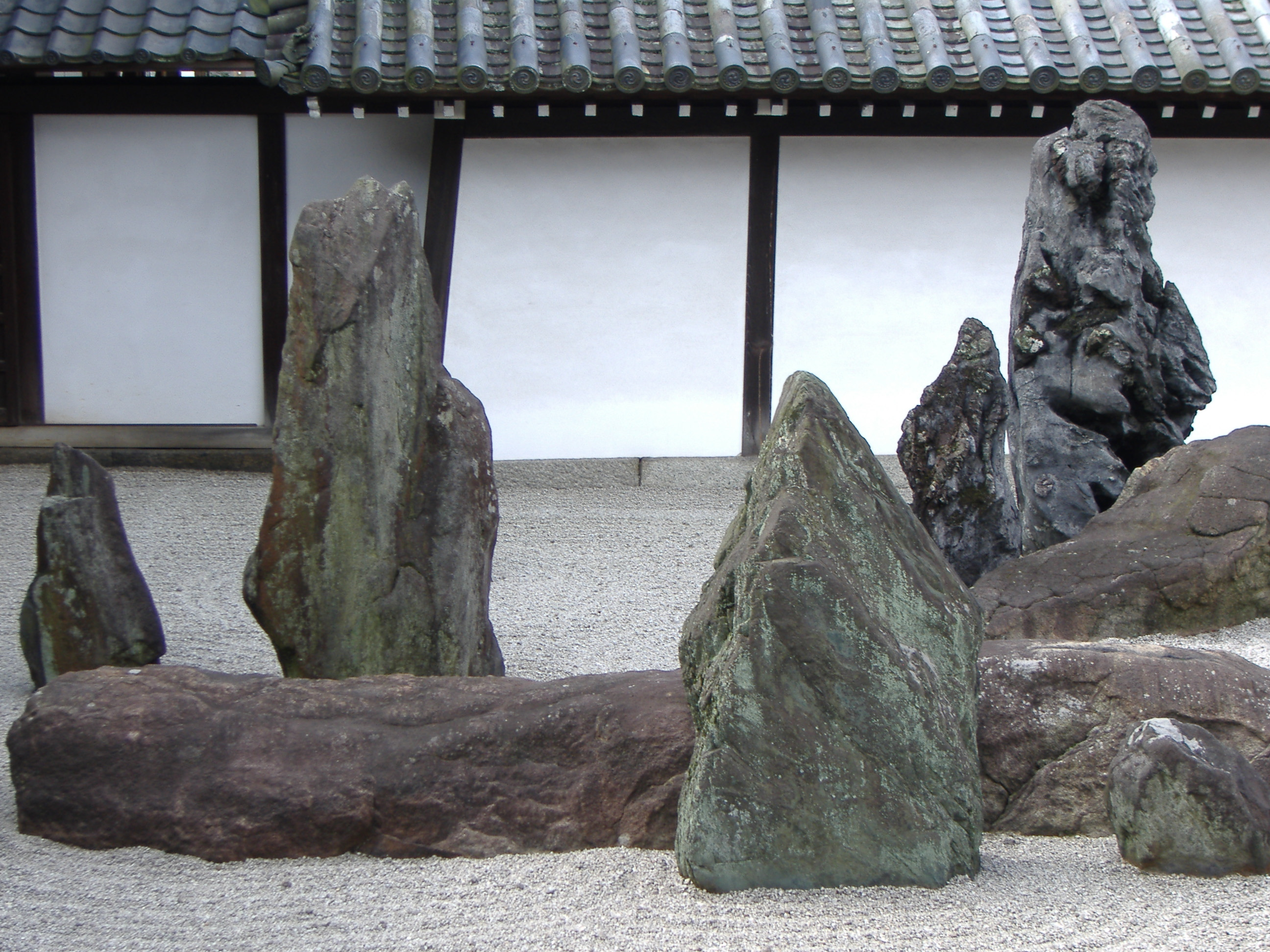
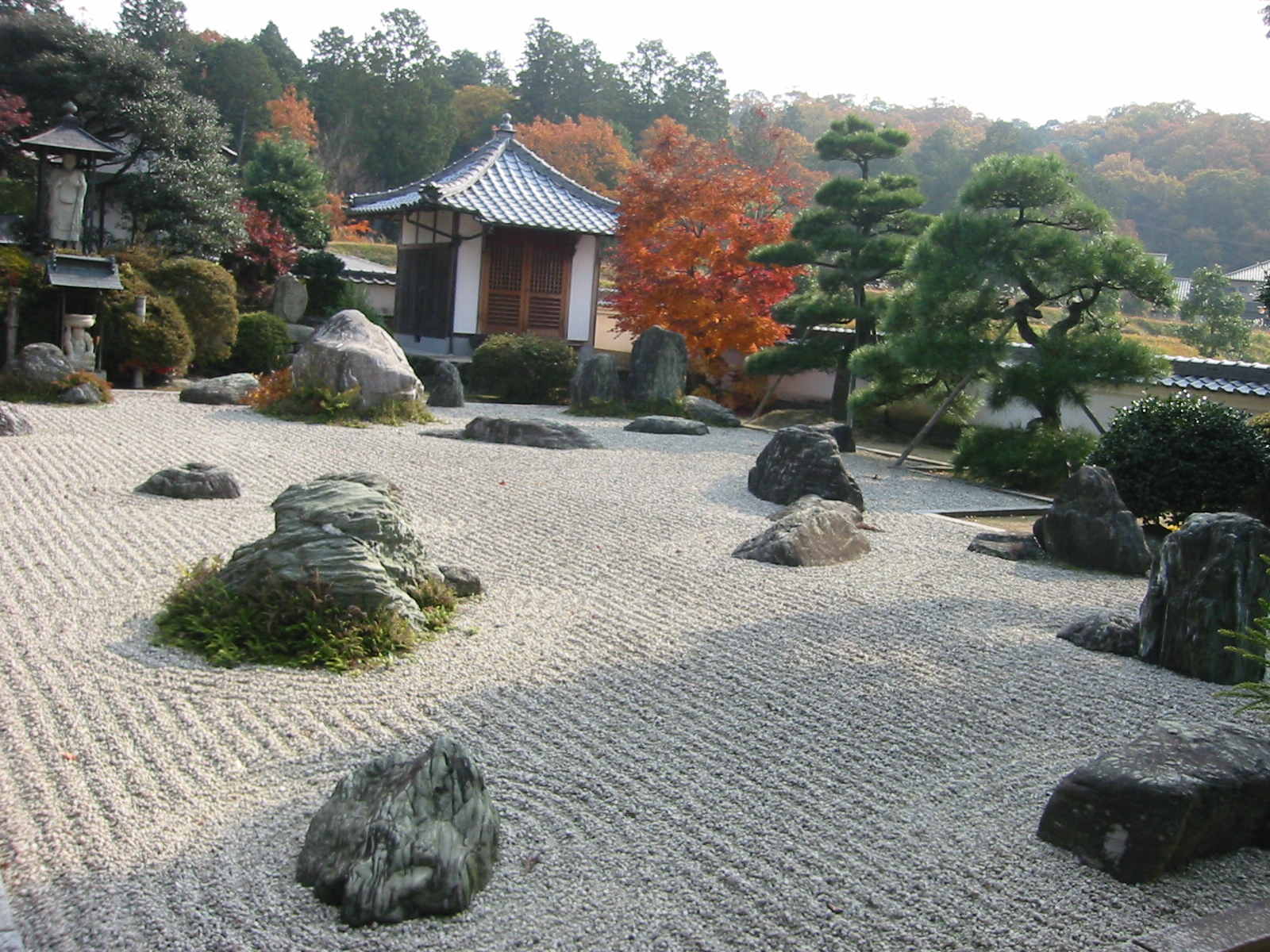

### Пізніші сади каменів
У періоді Едо домінуючим стилем японського саду став сад з великим променадом, але сади каменів продовжували існувати в храмах і монастирях дзен. Були побудовані кілька невеликих нових садів каменів, зазвичай як частина саду, де справжній струмок або ставок були не практичними.
У 1880 році будівлі Тофуку-дзі в Кіото, одного з найстаріших монастирів у місті, були знищені в результаті пожежі. У 1940 році храм замовив історику пейзажів та архітектору Шігеморі Мірей відновлення садів. Він створив чотири різних сади, один на кожній стороні головної будівлі монастиря. Він створив один сад з п'яти штучних пагорбів, вкритих травою, що символізує п'ять великих стародавніх храмів Кіото; сучасний сад каменів з прямовисними скелями, що символізують гору Хорай; велике «море» з білого гравію, загромадженого у патерні шахової дошки; і закритий сад з закрученими візерунками з піску.
У минулому столітті сади дзен з'явилися в багатьох країнах за межами Японії, часто там, де утворювалась японська діаспора.

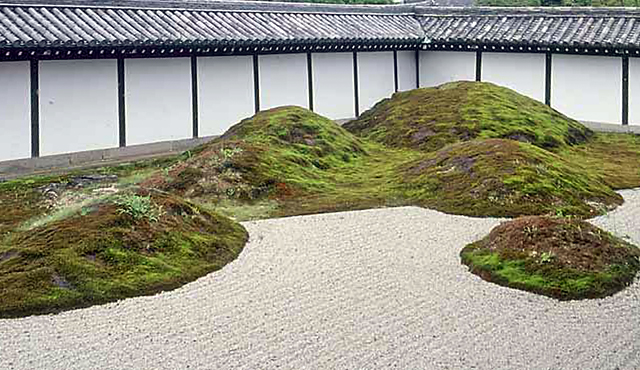
Сад Тофуку-дзі (1940). П'ять штучних пагорбів символізують п'ять великих стародавніх храмів дзен Кіото.
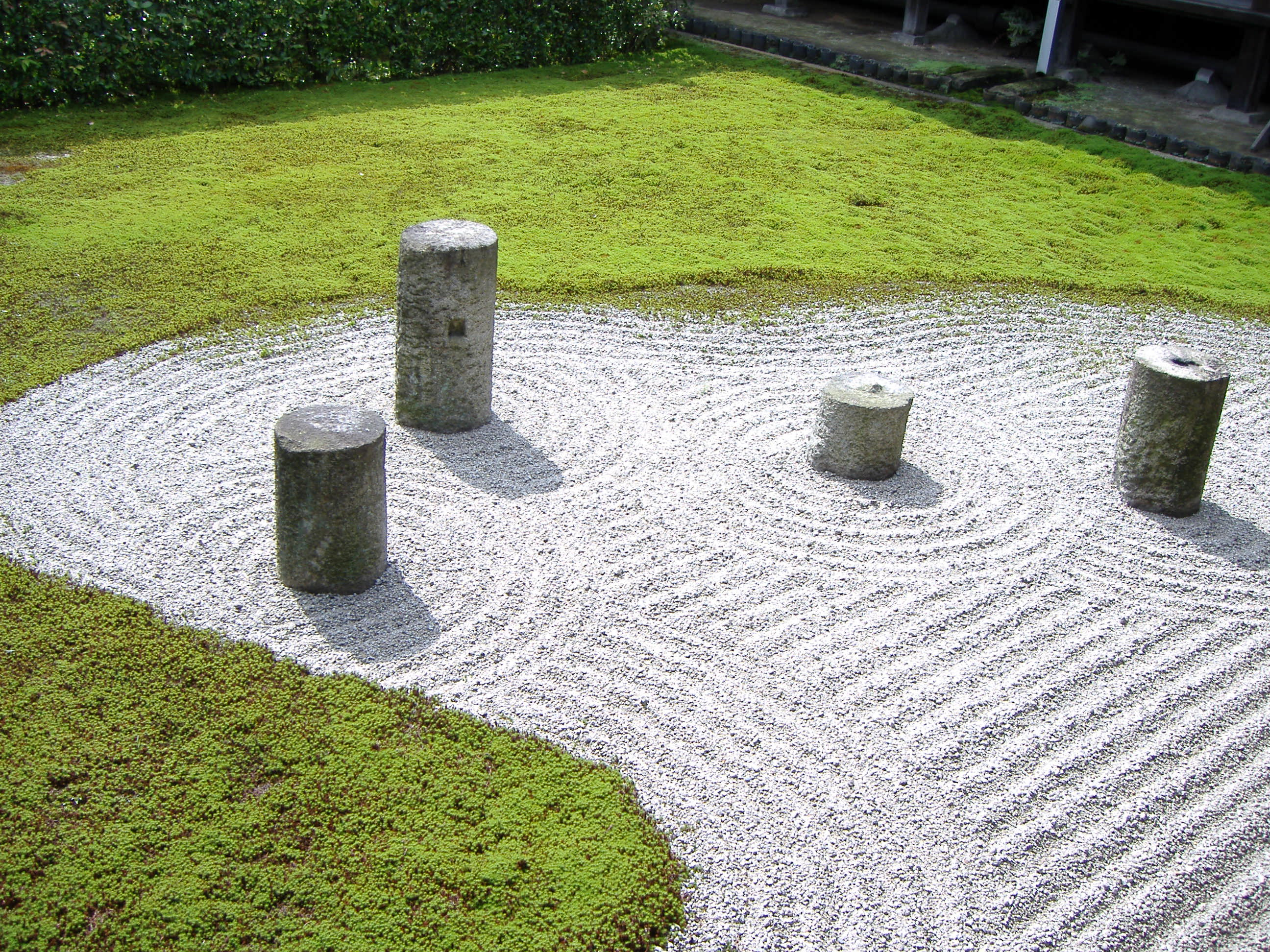
Сучасний сад каменів у Тофуку-дзі(1940).
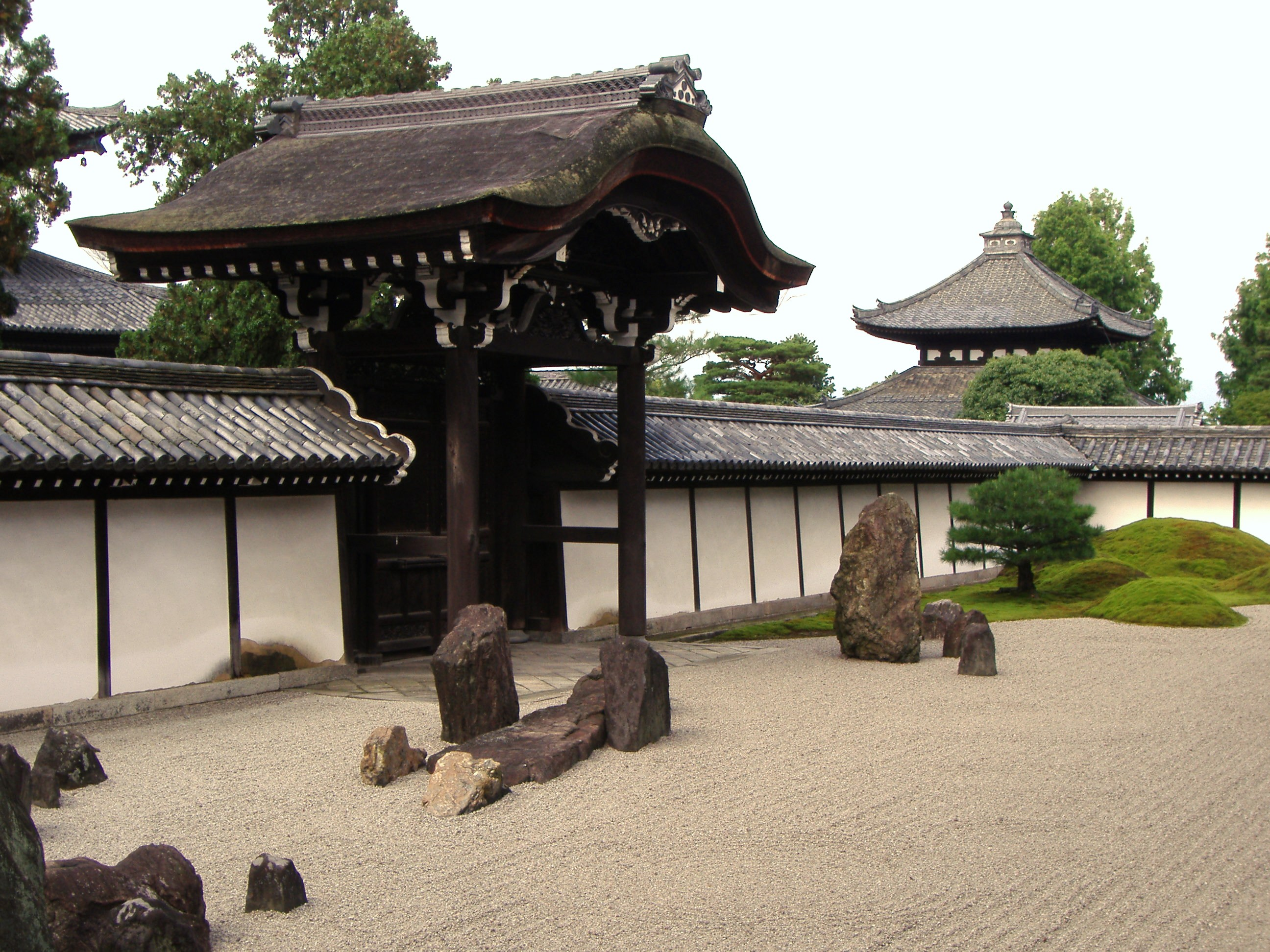
Сучасний сад каменів у Тофуку-дзі(1940). "Острови" безсмертних.
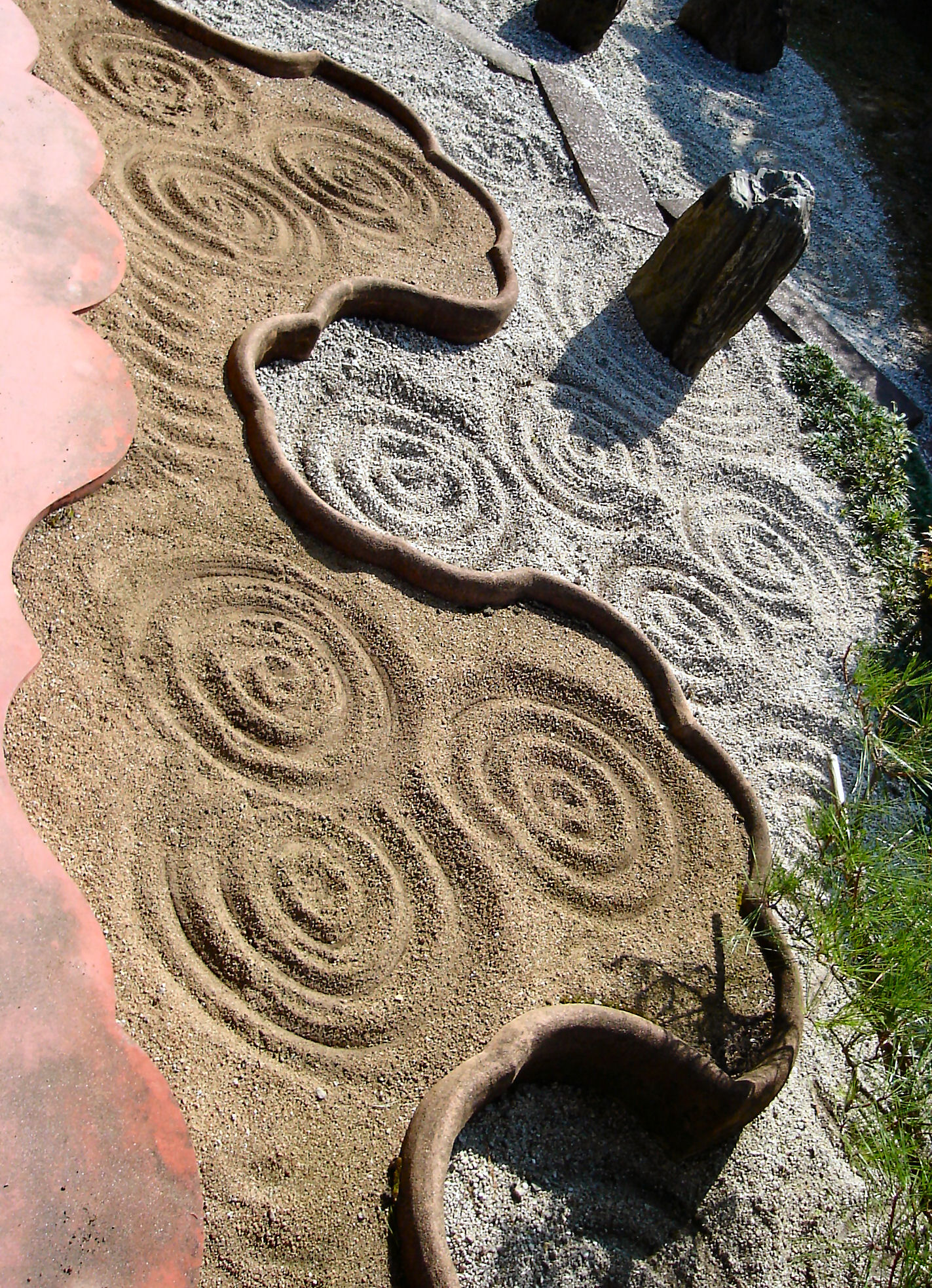
Сучасний сад каменів у Тофуку-дзі (1940).
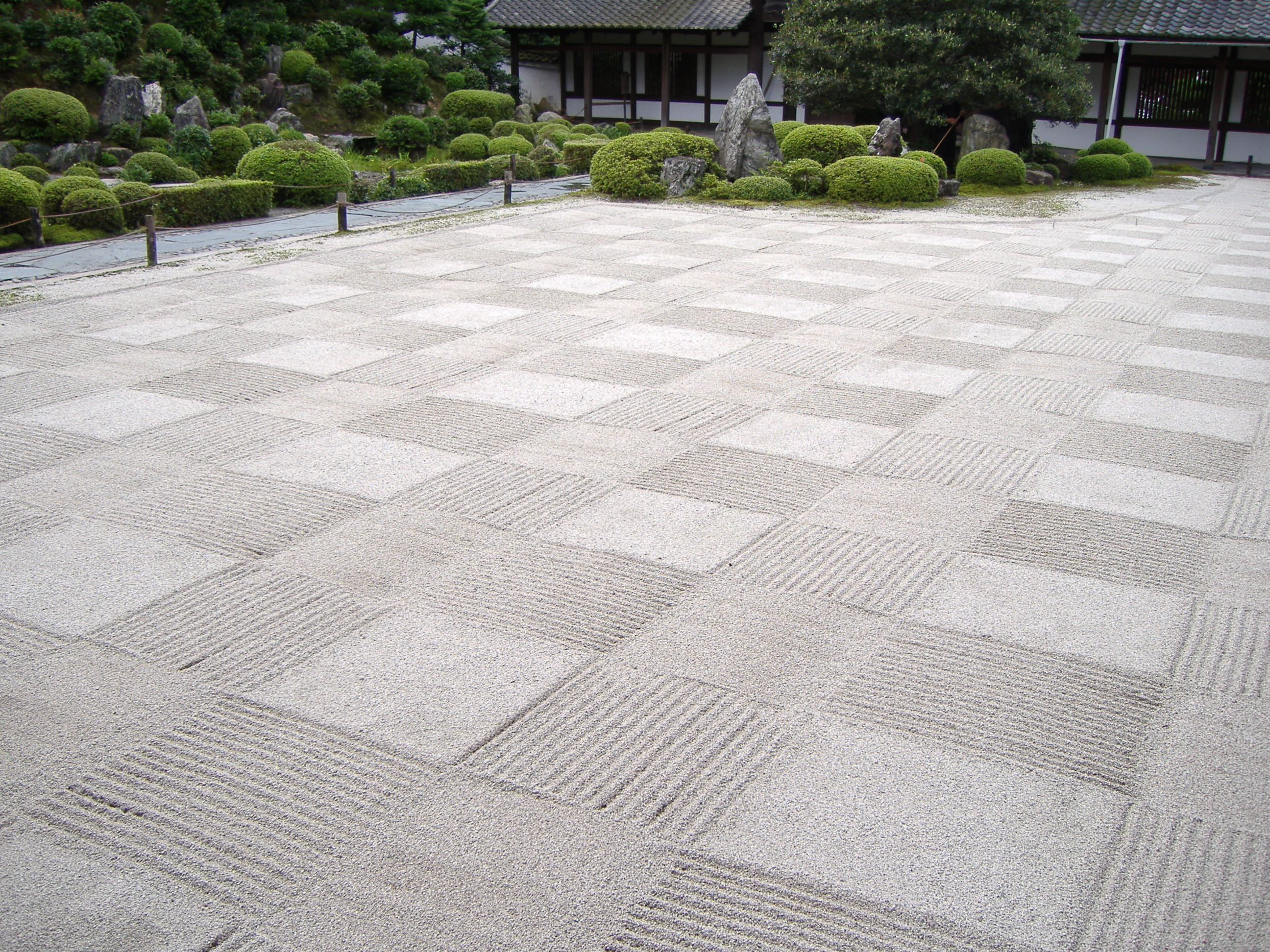
Сад, загромаджений у патерні шахової дошки, у Тофуку-дзі (1940).
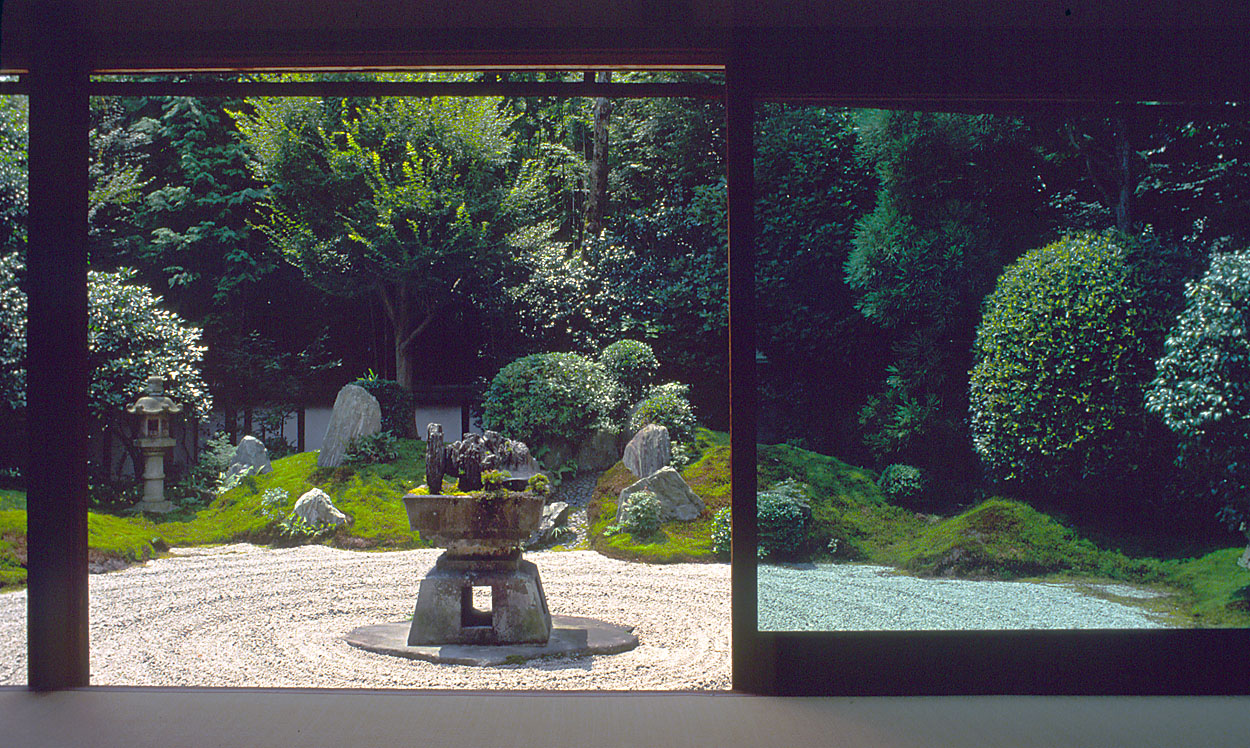
Закритий сад у Тофуку-дзі (1940).
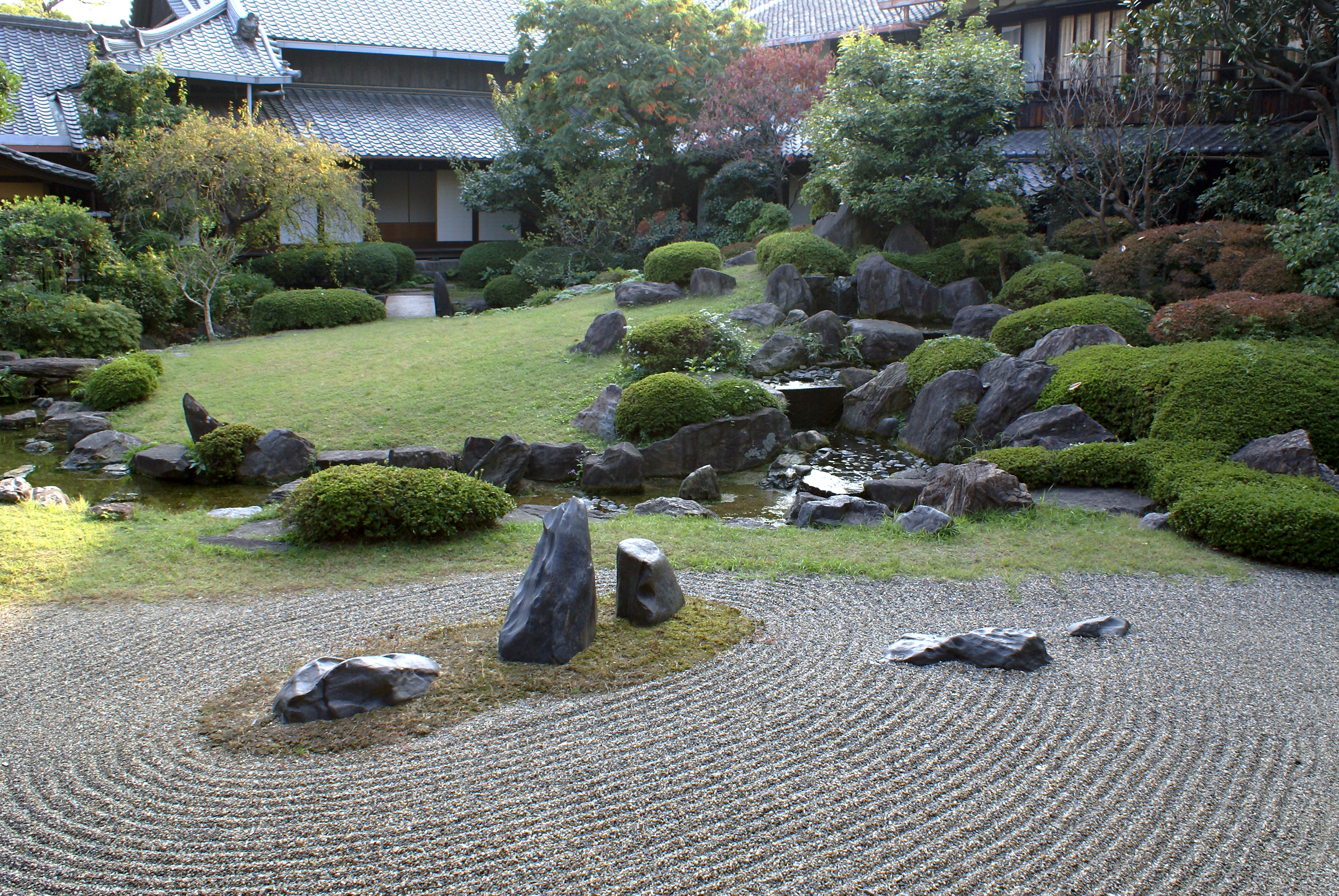
Сад Хонбо у Шітенно-дзі
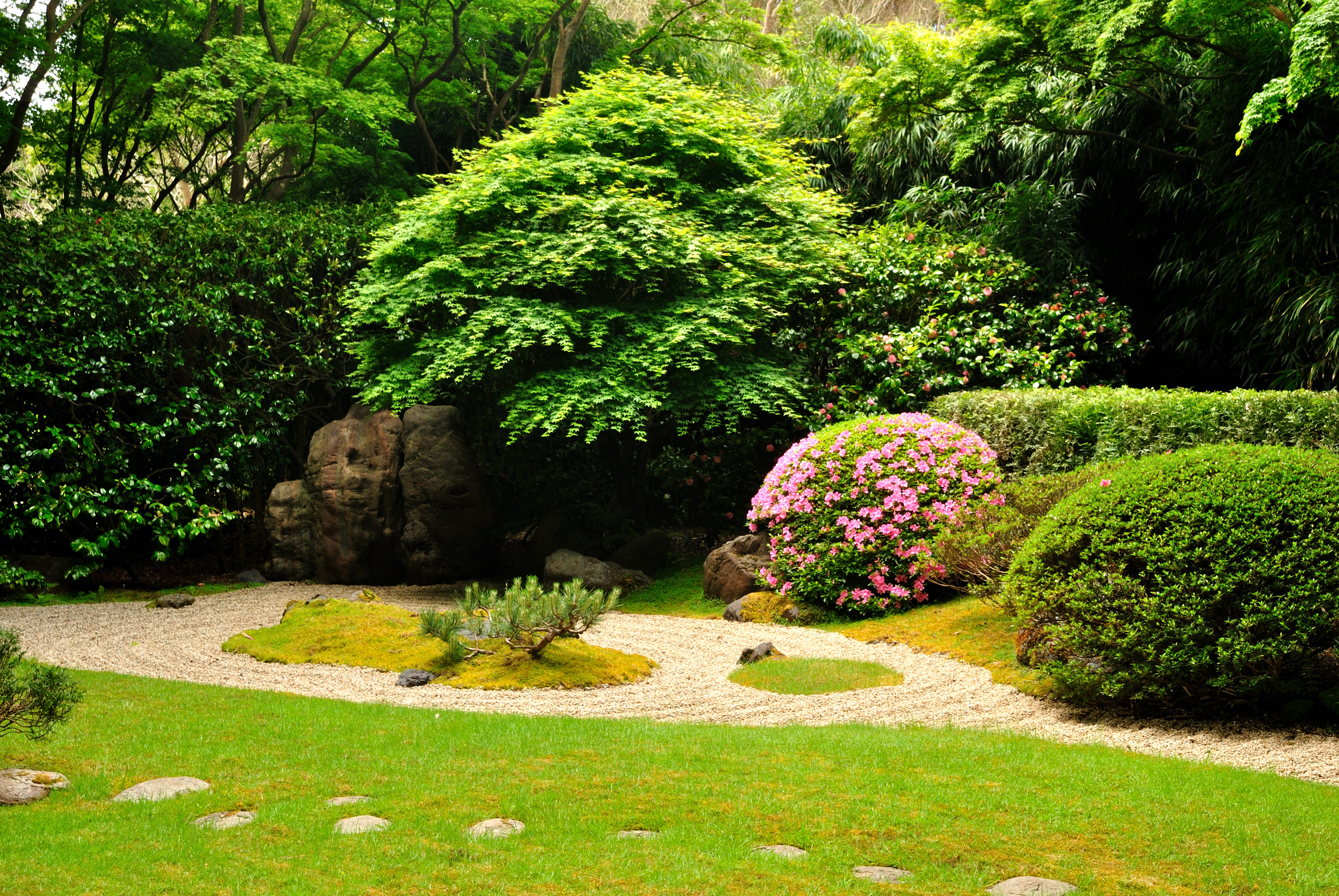
Маленький сад каменів у Японському чайному саді в парку Голден-Гейт, Сан-Франциско, США
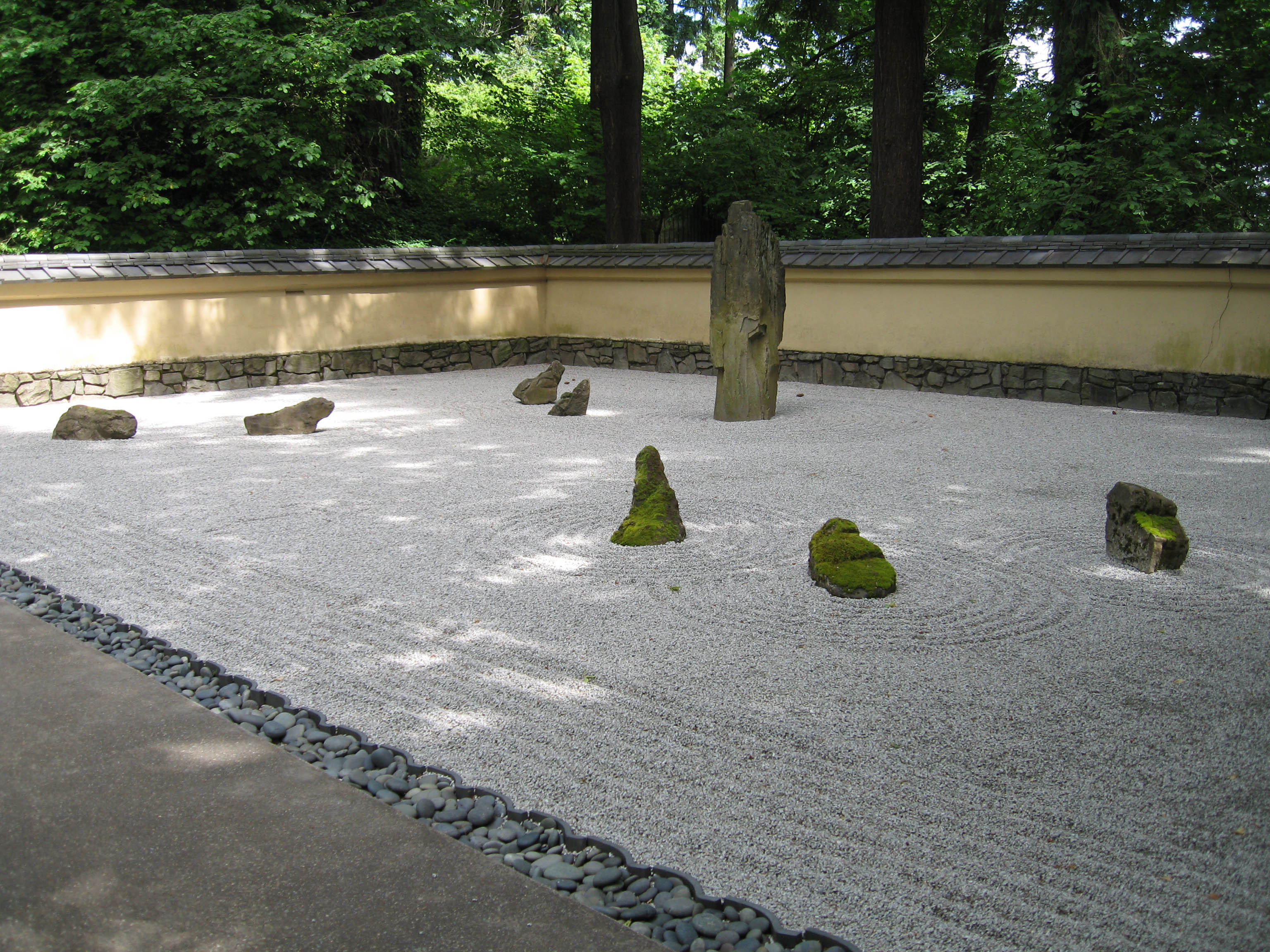
Сад з каменю та піску у Японських садах Портленда, США.
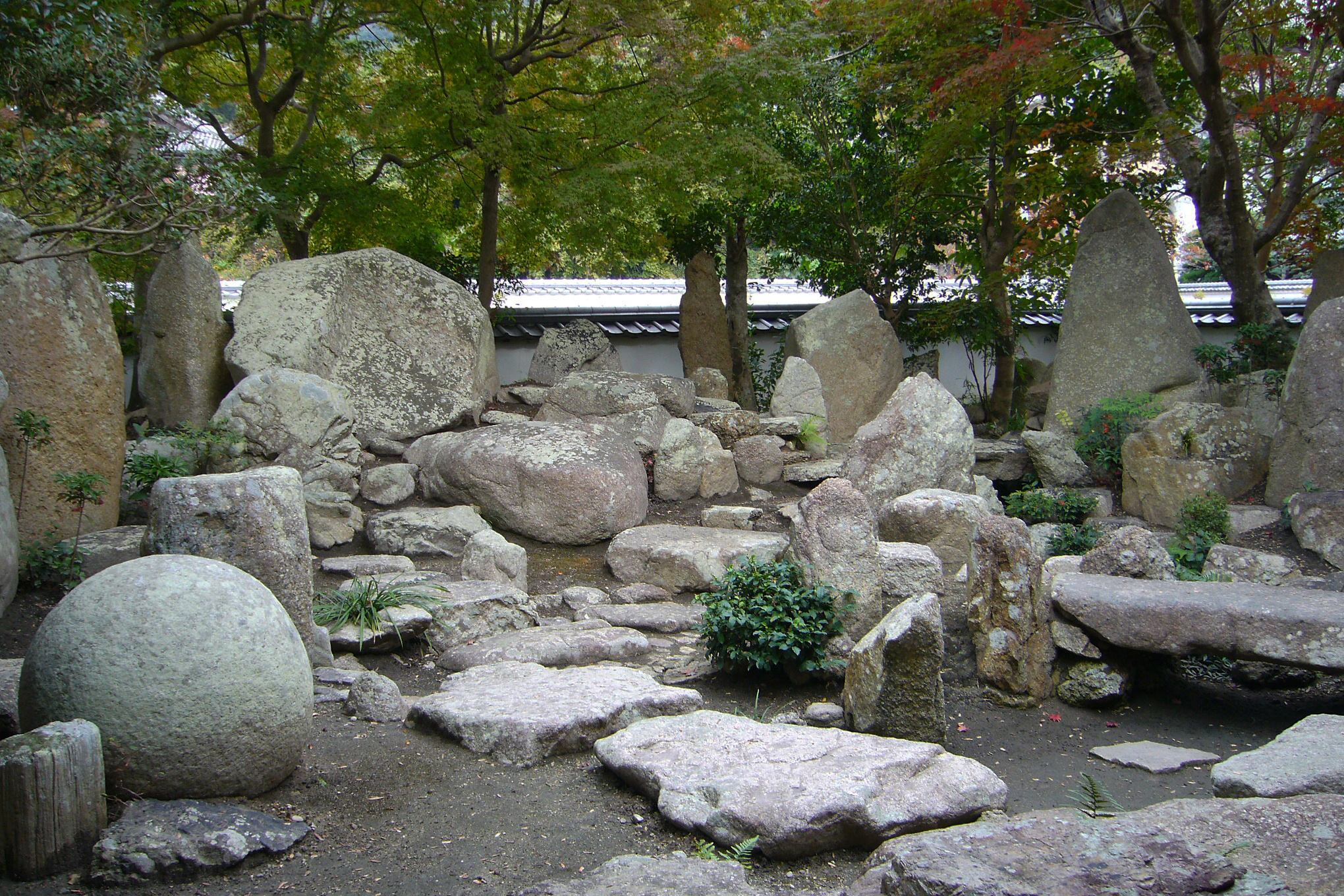
Сад Аньо-ін у Тайсан-дзі у Кобе, Японія.
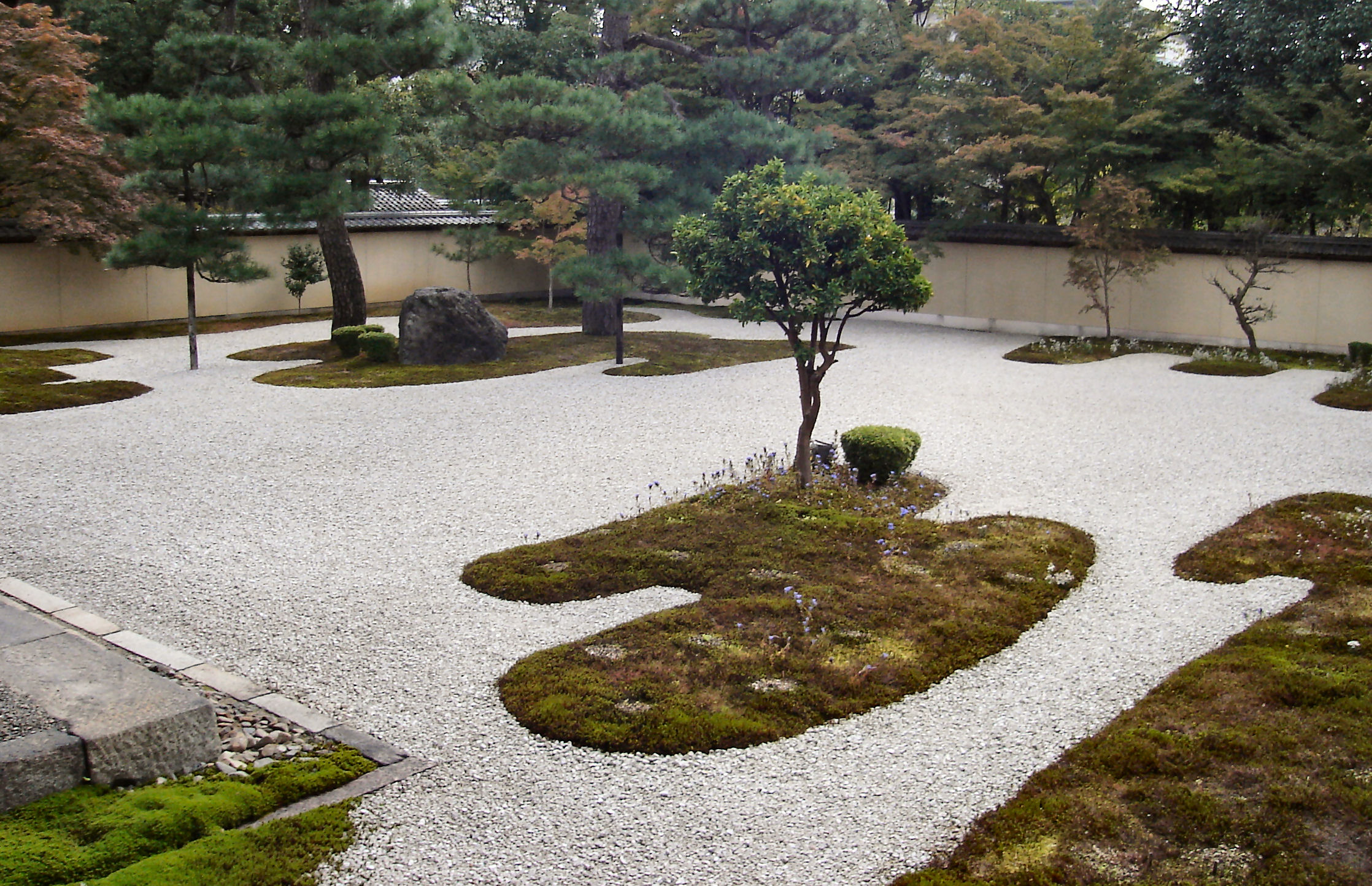
Сад Росан-дзі
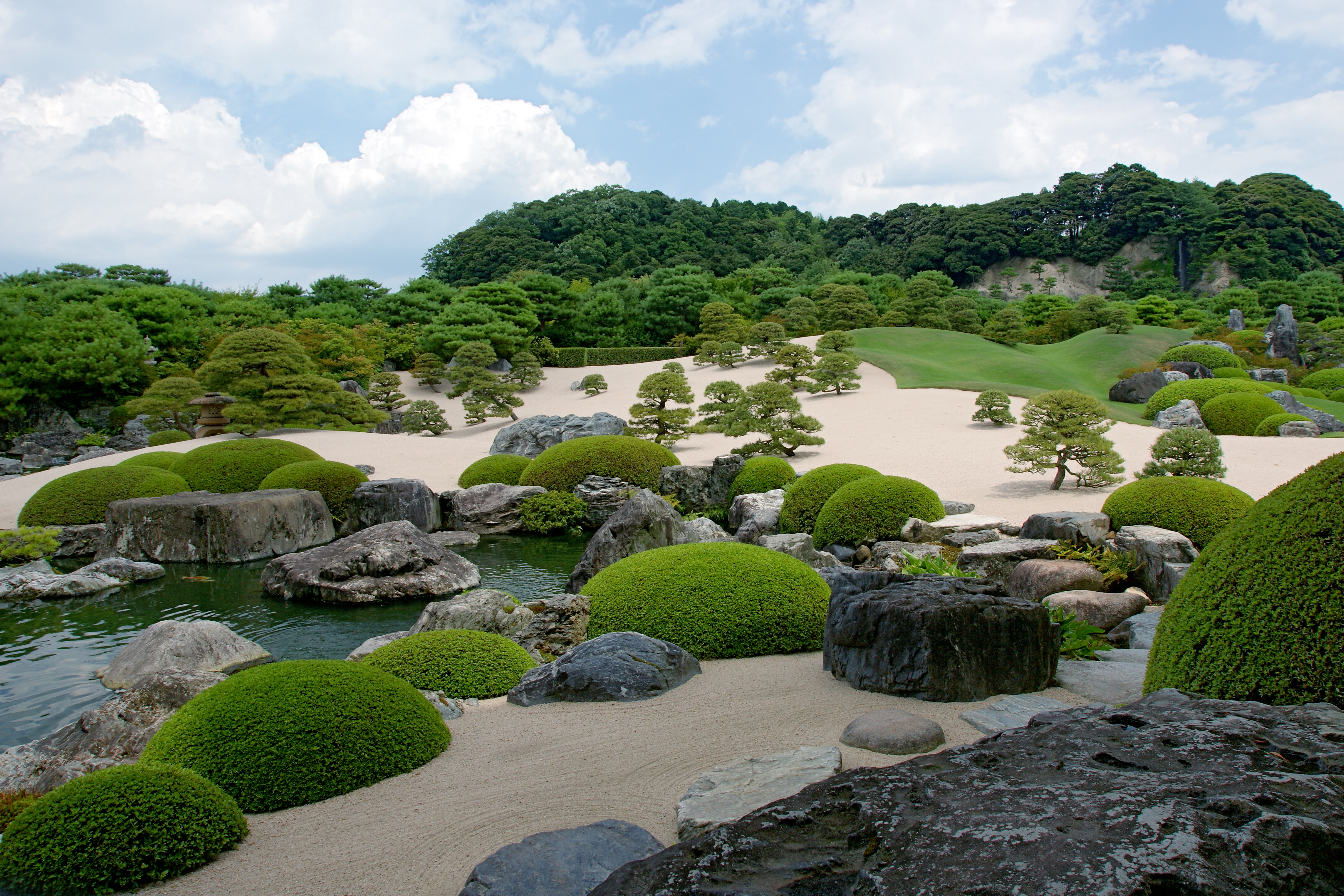
Музей мистецтва Адачі
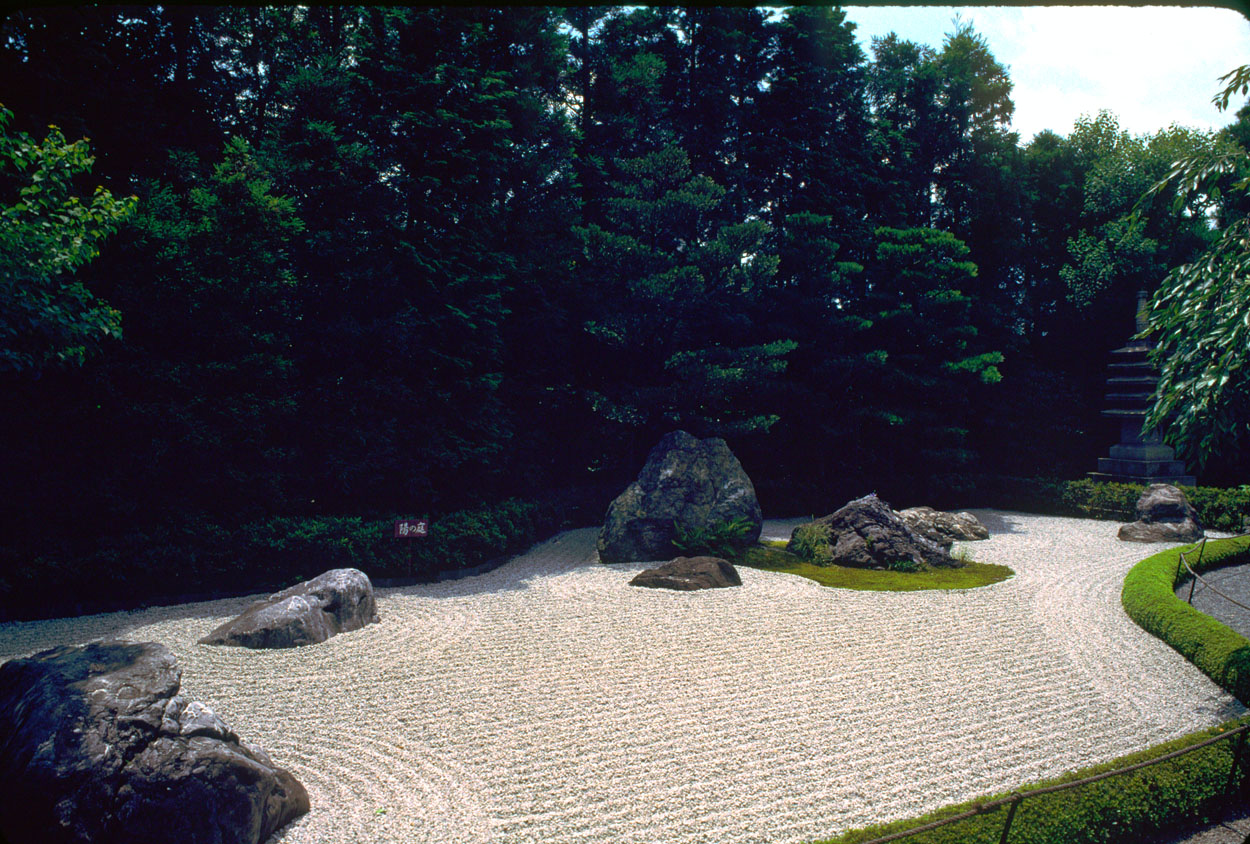
Тайцо-ін, Міошін-дзі, Кіото
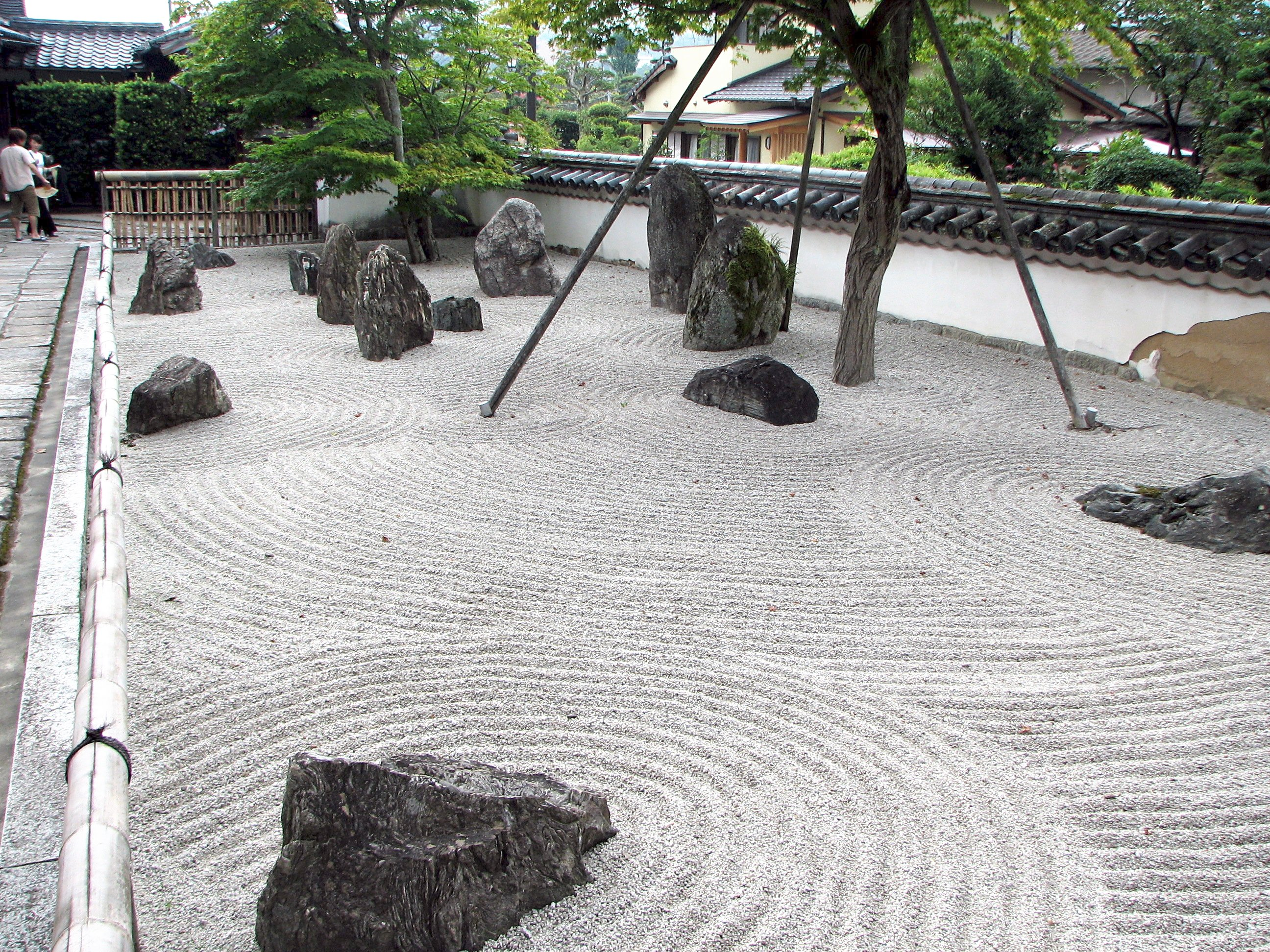
Коміоцен-дзі
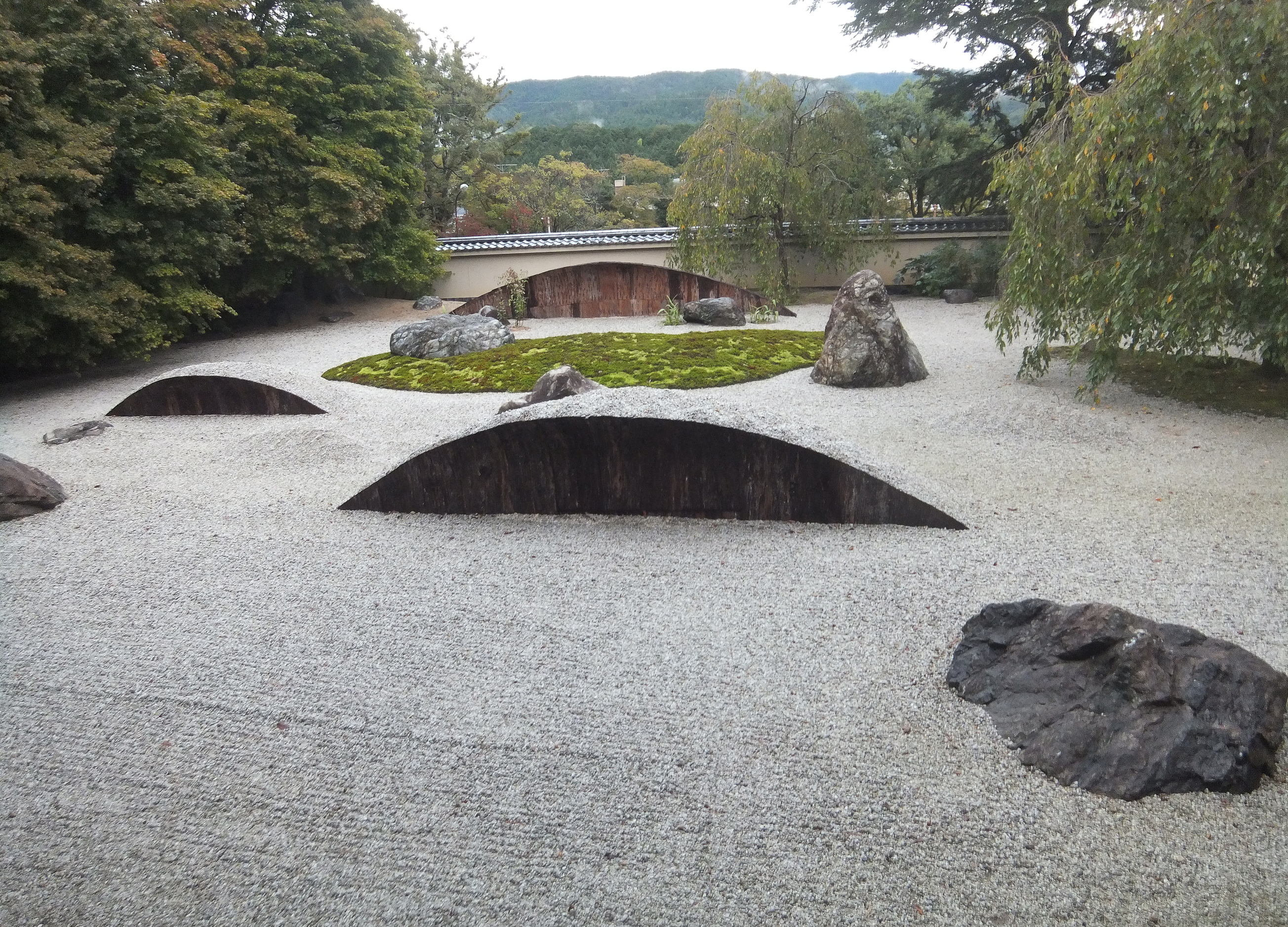
Дзіссо-ін, Кіото (Івакура)
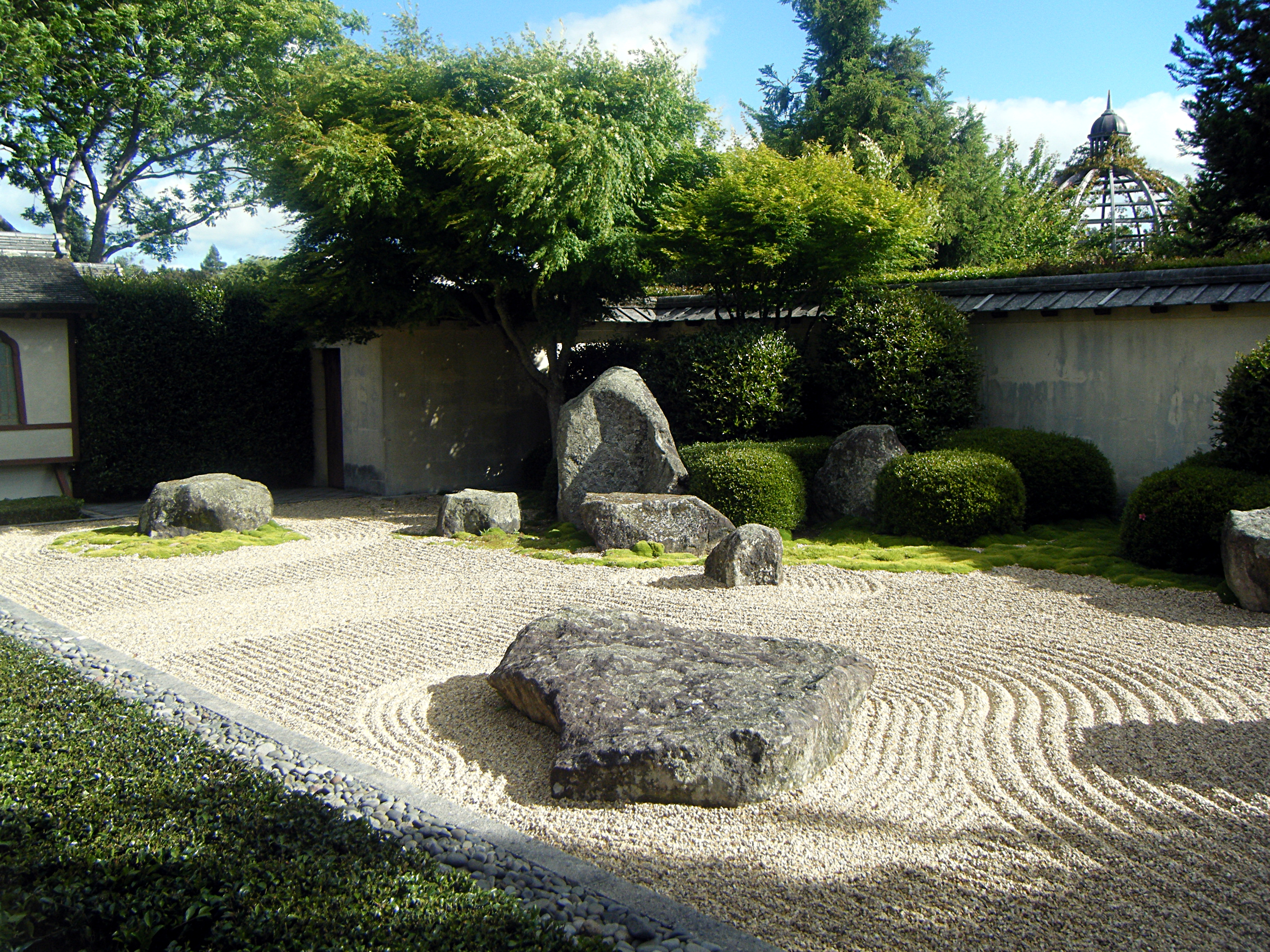
Японський сад у садах Гамільтон, Ваїкато, Нова Зеландія

## Підбір і розташування каменів
Підбір і розташування каменів — це найбільш важлива частина створення японського саду каменів. У першому відомому керівництві японського садівництва «Sakuteiki», «створення саду» виражається фразою «установка каменів», ishi wo tateru koto (буквально, «акт встановлення каменів у вертикальному положенні»). Книга диктує жорсткі правила вибору і розміщення каменів, і попереджує, що якщо правил не дотримувалися, власник саду отримає нещастя.
У японському садівництві, камені класифікуються як високі вертикальні, низькі вертикальні, вигнуті, напівлежачі, або пласкі.
Для створення «гори», як правило, використовуються вивержених вулканічні породи, грубі з гострими краями. Гладкі, округлі камені осадових порід використовуються для кордонів гравійних «річок» або «морського узбережжя». У китайських садах династії Сун окремі камені, які виглядали, як тварини чи мали інші незвичайні особливості, часто були головною визначною рисою саду. В японських садах окремі камені рідко грають головну роль; акцент робиться на гармонійність композиції. У «Sakuteiki» існує безліч правил розташування каменів, наприклад:

«Переконайтеся, що всі камені, аж до переднього розташування, розміщені так, що демонструють їхній найкращий бік. Якщо камінь має потворний вигляд зверху, ви повинні розташувати його так, щоб виділити його бік. Навіть якщо це означає, що він повинен спертися на значний кут, ніхто і не помітить. Завжди має бути більше горизонтальних, ніж вертикальних каменів. Якщо є камені-„втікачі“, там повинні бути камені-„переслідувачі“. Якщо є „падаючі“ камені, мають бути „підтримуючі“ камені».

Камені рідко, якщо взагалі коли-небудь, розміщують по прямій лінії або симетрично. Найчастіше використовується одна або більше груп з трьох каменів. Одна поширена тріада має високий вертикальний камінь в оточенні двох менших каменів, що символізує Будду і двох його супроводжуючих. Інші основні комбінації включають: високий вертикальний камінь з напівлежачим; короткий вертикальний камінь і плаский камінь; і тріаду з високого вертикального каменя, напівлежачого каменя та плаского каменя. Інші важливі принципи — обирати камені, які розрізняються за кольором, формою і розміром; уникати каменів яскравих кольорів, які можуть відволікти глядача, і переконатися, що зерна каменів рухаються в одному напрямку; балансувати кількість вертикальних і горизонтальних каменів. У кінці періоду Едо був винайдений новий принцип розташування — використання suteishi, «викинутих» або «безіменних» каменів, розташованих, здавалося б, у випадкових місцях, щоб додати саду спонтанності.

## Пісок та гравій
Зазвичай в дзен-садах використовується гравій, а не пісок, тому що він менше піддається впливу дощу і вітру. Акт загромадження гравію у патерн, який нагадує хвилі або брижі на воді, відомий як samon (яп. 砂紋) або hōkime (яп. 箒目), і має естетичну функцію. Священики дзен-буддизму практикують таку загромадження для допомоги у концентрації. Досягнути досконалості ліній непросто. Бажано отримати гребені схожі на хребти, і вони обмежені композиціями з каменів, розташованих посеред гравію. Тим не менш часто патерни не є статичними, а розробка і створення змін у патернах є творчим і надихаючим завданням.
Кам'яні композиції та інші мініатюрні елементи використовуються для зображення подання гір і природних водних елементів і сцен, островів, річок та водоспадів. Каміння і формовані чагарники (топіарії karikomi, hako-zukuri) використовуються взаємозамінно. Часто для створення «землі», вкритої лісом, у японських садах використовують мохи.

## Символіка
В японському саді каменів, камені іноді символізують гори (особливо Горай, легендарну домівку Восьми Безсмертних у буддійській міфології); або вони можуть бути човнами чи живими істотами (зазвичай черепахою або карпом). У групі вони можуть зображувати водоспад або журавель у польоті.
У перших садах каменів періоду Хейан, камені в саду іноді мали і політичне значення сенс. Як писав Сакутей-кі:

«Іноді, коли гори слабкі, вони обов'язково будуть зруйновані водою. Іншими словами, це як ніби піддані напали на свого імператора. Гора слабка, якщо її не підтримують камені. Імператор слабкий, якщо у нього немає радників. Саме тому кажуть, що гора сильна каменями, а імператор убезпечений підданими. Саме з цієї причини при створенні ландшафту, Ви повинні будь-якою ціною поставити каміння довкола гори».

Деякі класичні сади дзен, як Дайсен-ін, мають символіку, яка може бути легко прочитана, — це метафорична подорож по річці життя. Інші, як сад монастиря Рьоан, не піддаються легкій інтерпретації. Було висунуто багато різних теорій про те, що зображено садом Рьоан — від островів у струмку; тигренят, що купаються; вершин гір, що піднімаються над хмарами; до теорій про таємниці геометрії або правила рівноваги непарних чисел. Історик садів Гюнтер Нічке писав: «сад храму Рьоан не символізує нічого, або, точніше, щоб уникнути непорозумінь, сад храму Рьоан не символізує і не має значення відтворення природних красот, які можна знайти в реальному або міфічному світі. Я вважаю його абстрактною композицією „природних“ об'єктів у просторі, функцією якої є сприяння медитації.»
Герт ван Тондер з Кіотського університету і Майкл Лайонс з Університету Ріцумейкан висунули припущення, що камені Рьоан формують підсвідомий образ дерева. Дослідники стверджують, що підсвідомий розум є чутливим до тонких асоціацій між каменями, і припускають, що саме це може бути відповідальним за заспокійливий ефект саду.

## Пейзажний живопис та критика японських садів каменів
Китайський пейзажний живопис був одним з численних китайських мистецтв, які прийшли в Японію разом з дзен-буддизмом в XIV столітті. Те, що буддизм вплинув на дизайн саду, було вперше запропоновано не в Японії, а на заході — гавайським журналістом-оглядачем садів Лорейн Кук в 1930-ті роки. Це викликало заперечення таких істориків японського саду як Вайб Куітер в 1988 році. задовго до того, як у 1990-ті роки у вчених стало популярно деконструювати просування та сприйняття дзен.. Критика зводиться до того, що буддійські священики намагались висловити дзен в саду. Огляд цитат буддійських священиків, які використовуються на «доказ» дзен для саду, показав, що вони насправді скопійовані з китайських трактатів щодо пейзажного живопису. Вторинні письменники про японський сад, як Кін і Нічке, які були спілкувались з Куітером, коли він працював над своїм дослідженням в Кіотському Університеті, приєднались до критики садів дзен, як і Кендалл Х. Браун, який прийняв аналогічне дистанціонування від дзен-саду. В Японії критика була підхоплена Седзі Ямадою, який зайняв критичну позицію до розуміння всієї японської культури, в тому числі саду, під знаменником дзен. Кристіан Тагсольд підвів підсумки обговорення, помістивши сприйняття японського саду в контексті міждисциплінарного порівняння культур Японії і Заходу.
Цитати священиків дзен з китайських трактатів щодо пейзажного живопису вказують, що японський сад каменів, і його садовий пейзаж каресансуй був і досі є натхненним або заснованим спочатку на китайському, а пізніше на японському пейзажному живописі. Пейзажного живопис і садово-паркове мистецтво були тісно пов'язані і практикувались інтелігенцією, освіченими людьми, натхненними китайською культурою. Основним принципом дизайну було створення пейзажу на основі, або, принаймні, під сильним впливом, тривимірного пейзажного живопису монохромним чорнилом, що мав назву «сумі-е» або «суібоку-га». В Японії сад має такий же статус, як і витвір мистецтва. Хоча кожен сад індивідуальний за своєю композицією, вони використовують в основному групи каміння і чагарники для представлення класичної сцени з гір, долин і водоспадів, взятої з китайського пейзажного живопису. В деяких випадках це може бути настільки абстрактним, як всього кілька островів у морі. Будь-який японський сад може також включати існуючі пейзажі за його межами, наприклад пагорби вдалині, як «запозичений пейзаж» (з використанням техніки, званої «шаккей»).

## Список
Святині і храми з садами каменів: В Кіото:
- Монастир Дайтоку
- Дайсен-ін
- Дзішодзі
- Дзіссо-ін
- Мьошіндзі
- Розандзі
- Монастир Рьоан
- Тофукудзі

За Межами Кіото:
- Анйьо-ін (Кобе)
- Бінго-Анкокудзі (Фукуяма)
- Харіма Анкокудзі (Като, Префектура Хьоґо)
- Дзомьо-дзі (Камакура)
- Кінбйозан Зуісендзі (Камакура)
- Комьозердзі (Фукуока)
- Монастир Шітенно (Осака)

### Примітка
* Sakuteiki — садова книги з нотатками про створення садів, що датується до кінцем XVII століття. Його найстаріша назва Senzai Hishõ, «секрет витримки на сад», і була написана близько 1000 років тому, що робить його найстарішою працею з японського садівництва. Вважається, що вона було написано в 11 столітті благородним чоловік по імені Тачібана но Тічітцуна. В цьому тексті криється перша згадка про karesansui в літературі. Тільки нещодавно ми бачили сучасний англійський переклад цього садівництва класика.